# Untermosel

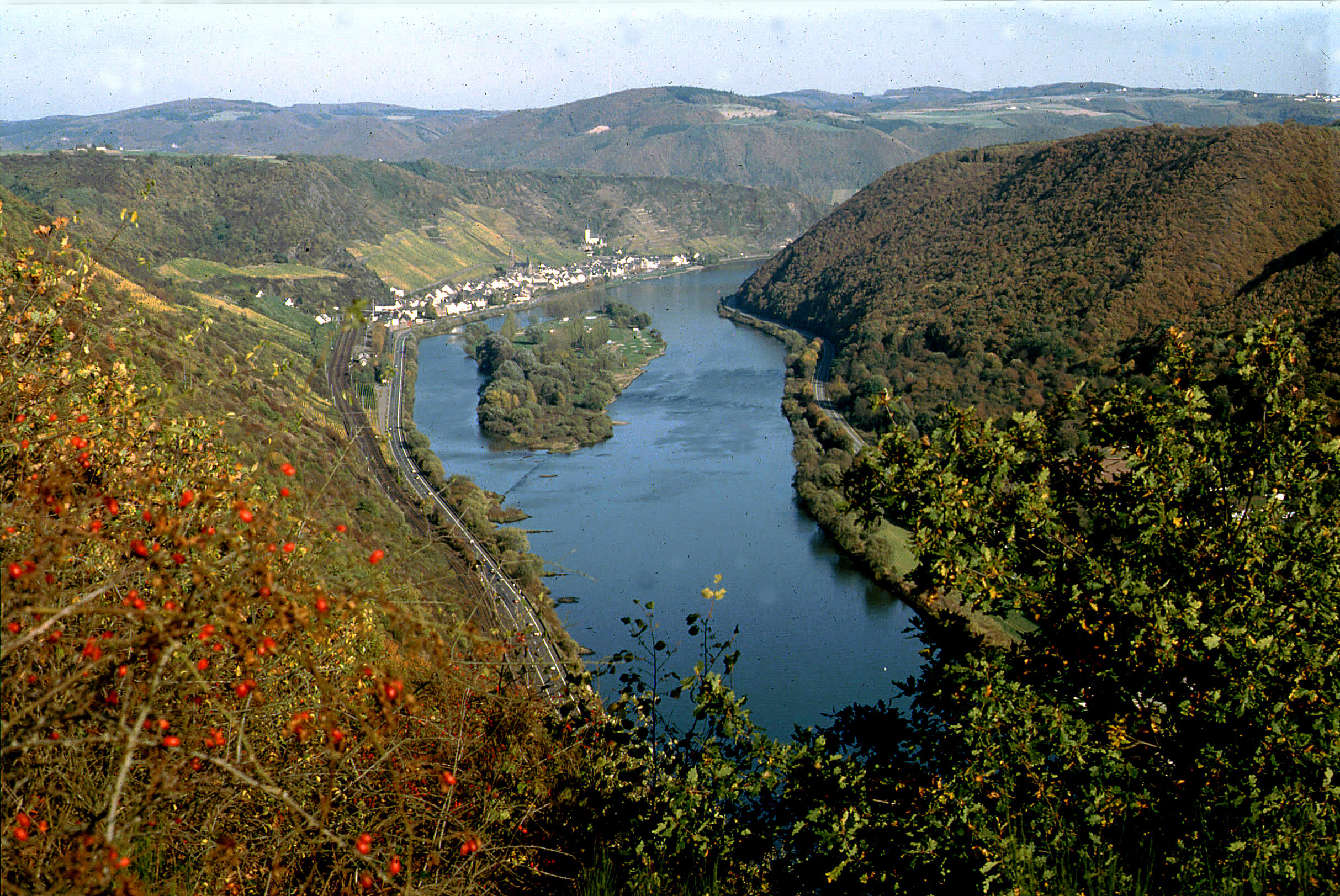
1. Untermosellandschaft bei Hatzenport im Oktober.

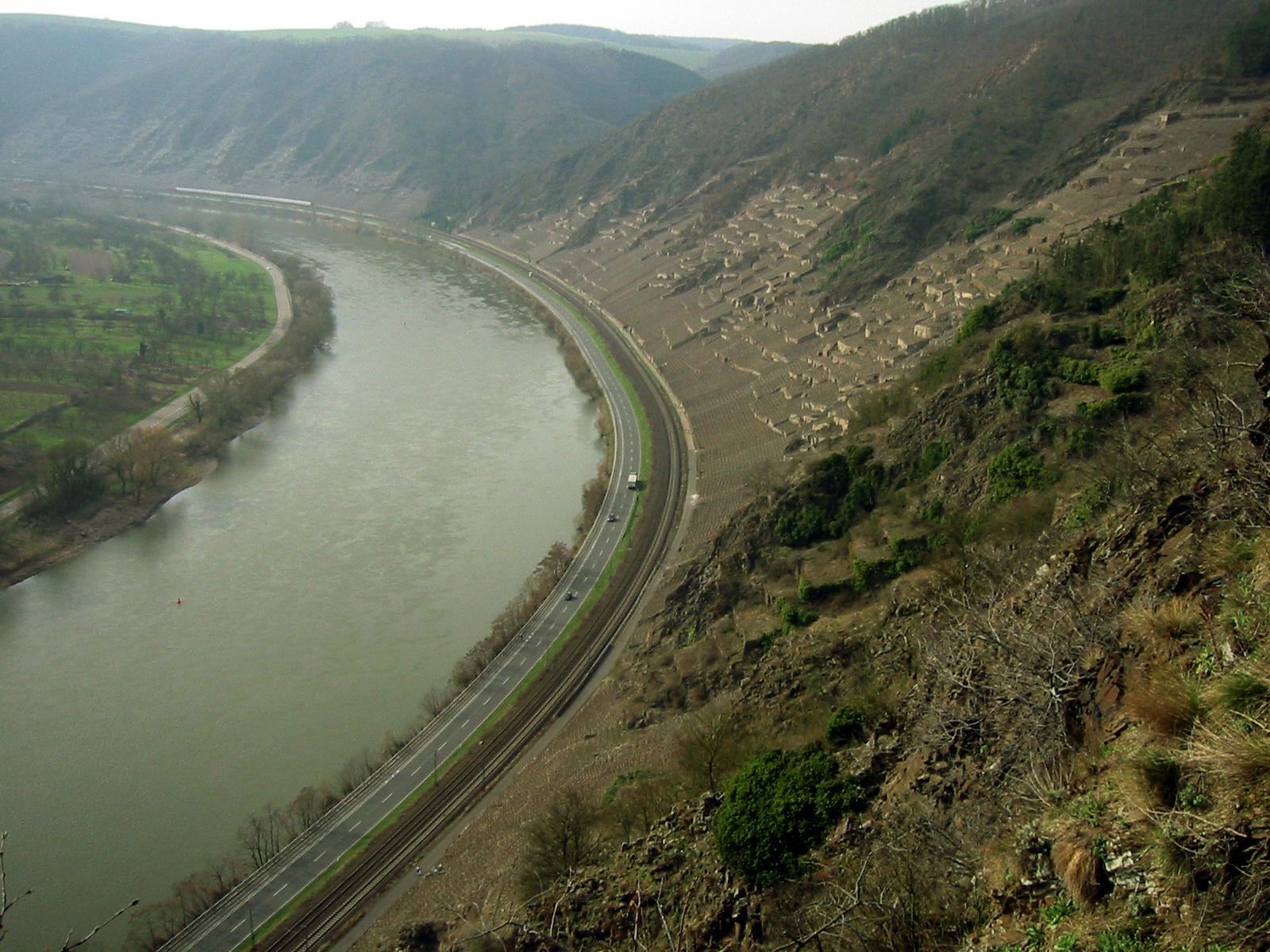
2. Terrassierte Weinberge der Steillagen Koberner- (Hintergrund) und Winninger Uhlen im März.

Mit Untermosel oder auch Terrassenmosel wird der knapp 100 Flusskilometer lange untere Talabschnitt der Mosel zwischen Pünderich und ihrer Mündung in den Rhein in Koblenz bezeichnet. Die Untermosellandschaft unterscheidet sich von der Mittel- und der Obermosel durch ein zumeist engeres Tal mit teils hohen und steilen Flanken. In den nach Süden und Westen ausgerichteten Prallhängen wird der Weinbau in oft kleinstparzellierten, terrassierten Steillagen betrieben.
Der Ausbau der Mosel zu einer Großschifffahrtsstraße in den 1960er-Jahren (Moselkanalisierung) hat das Flussbild und die Ufer nachhaltig verändert. Fünf Staustufen zwischen Koblenz und Zell zum Schleusen großer Schiffe machten aus einem mal schmalen, mal breiten Flussbett mit sanft ansteigenden Ufern ein kanalähnliches Gewässer, das in den Staubereichen von Mauerwänden und Gesteinsanschüttungen gefasst ist.

## Geographie und Grenzen
Die Terrassenmosel beginnt im Weinort Pünderich und mündet in der Stadt Koblenz am Deutschen Eck in den Rhein. Sie trennt die Mittelgebirgslandschaften Eifel und Hunsrück und durchfließt die beiden Landkreise Cochem-Zell und Mayen-Koblenz im nördlichen Rheinland-Pfalz. Die Siedlungen des Tals sind überwiegend kleinere, seit Ende des 20. Jahrhunderts sich flächenmäßig ausweitende Ortschaften. Städte mit Mittelpunktfunktion sind Zell (2009 = 4200 Einw.) und Cochem (2009 = 4900 Einw.) Der Tourismus und der Weinbau sind wichtige Wirtschaftsfaktoren dieser Landschaft.
Eine erste Trennung von Unter- und Mittel-/Obermosel war möglicherweise die Folge der im 1. Jahrhundert n. Chr. gegründeten römischen Provinzen Germania superior (Obergermanien) und Gallia Belgica. Zwischen den heutigen Moselstädten Traben-Trarbach und Zell querte die Grenze beider Verwaltungen den Fluss. Im späten Mittelalter trennten sich hier das Obere- und Untere Erzstift des Kurfürstentums Trier. Von 1798 bis 1814 war hier die Grenze zwischen den französischen Departements Saar und Rhein und Mosel, von 1824 bis 1999 zwischen den Regierungsbezirken Koblenz und Trier. Hier verläuft auch der geografische Erdkreis 50° Nördlicher Breite, der früher oft als eine kritische Grenze für den Weinanbau in nördlichen Landschaften angesehen wurde. Biologen sehen in der mediterranen Fauna der kleinklimatisch begünstigten Südhänge des Moseltals die Markierungen einer Nordgrenze des Mittelmeerraums. Die landesamtliche Weinbaubehörde bezeichnet die Terrassenmosel als „Weinbaubereich Burg Cochem“.

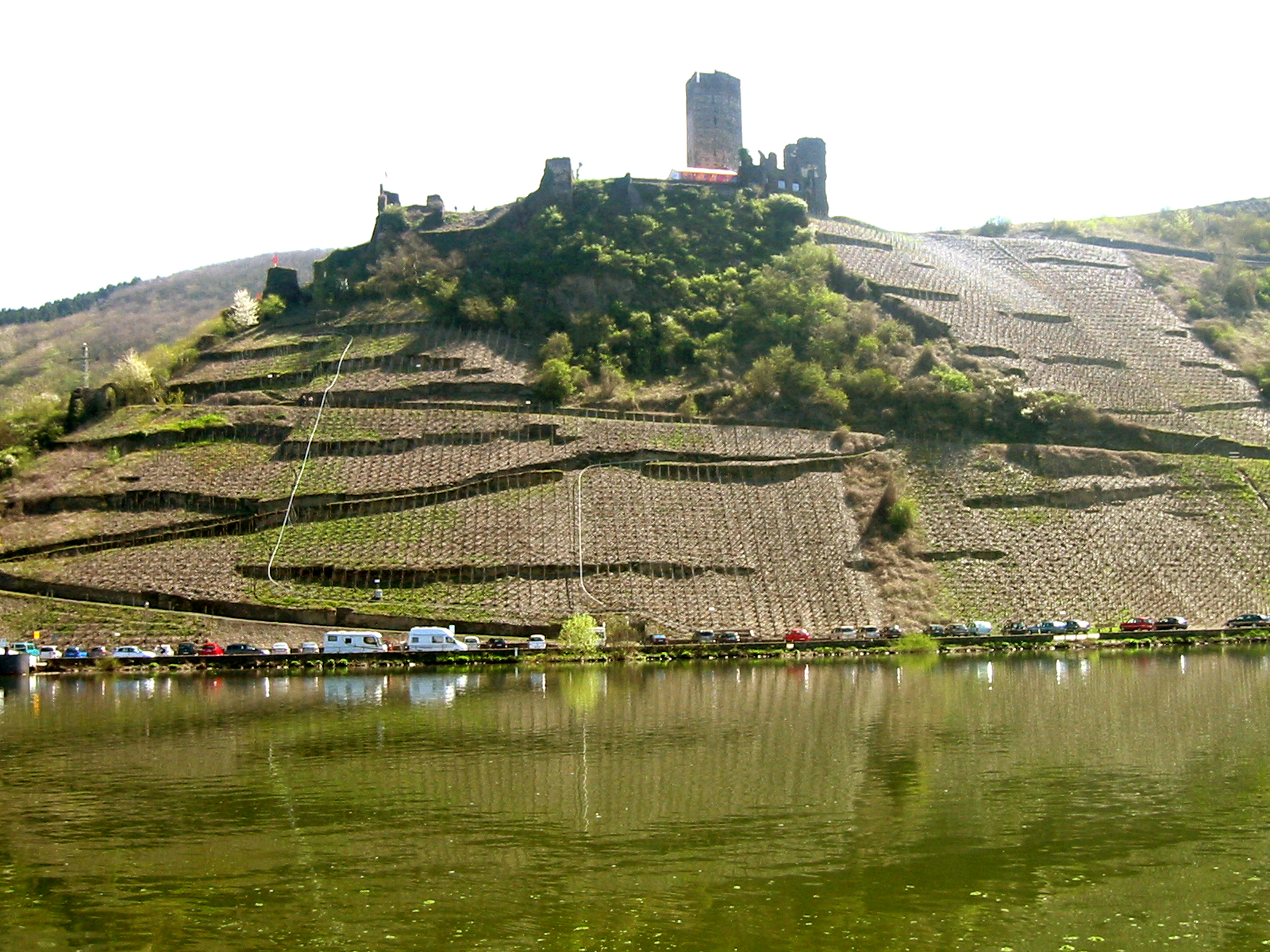
3. Alte Terrassen unter einer mittelalterlichen Burg: Ruine Metternich mit Steillage Beilsteiner Schlossberg
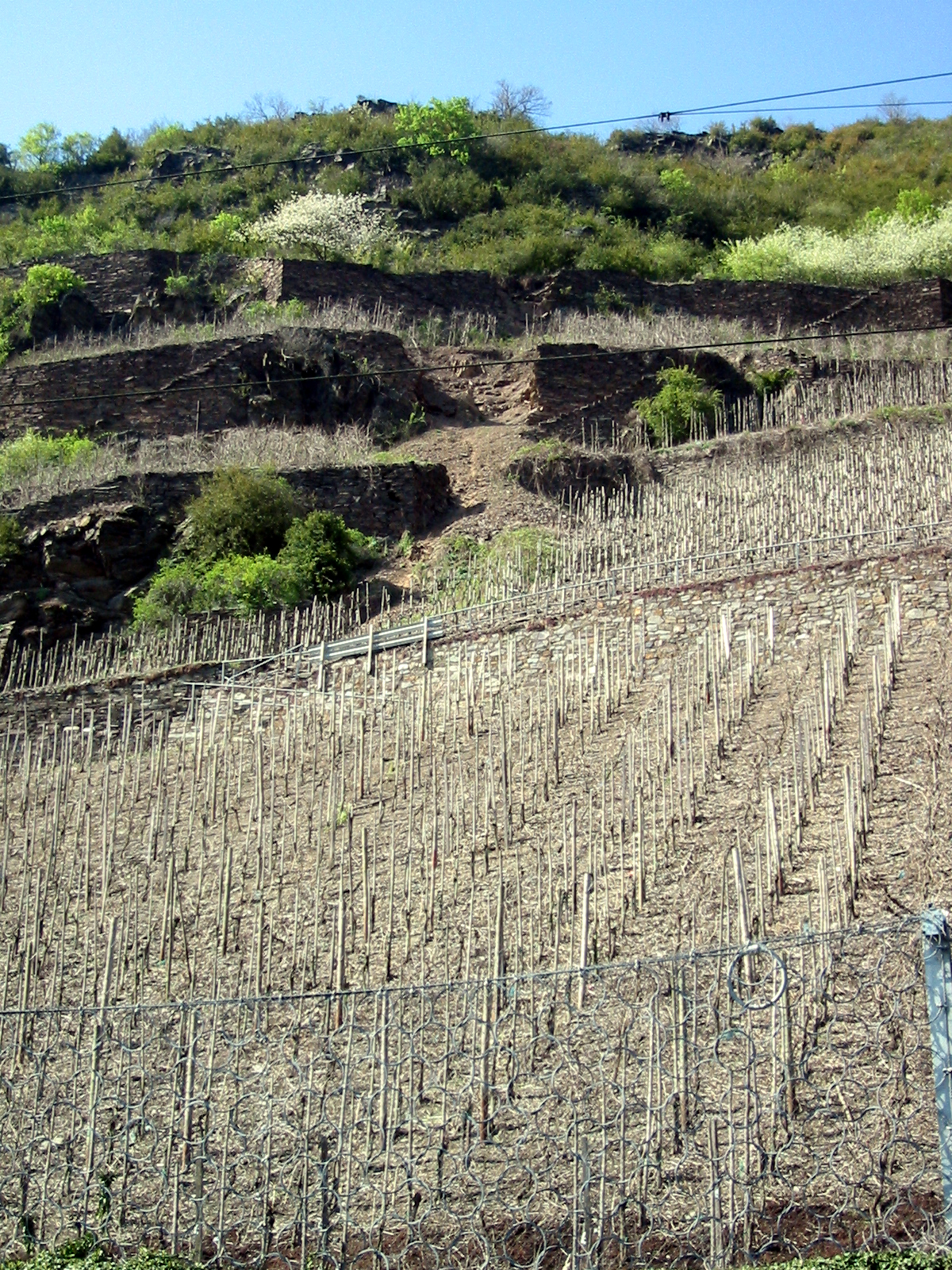
4. Traditionelle Pfahlbestockung im unteren Hang. Verfall in den oberen Terrassen. Kardener Dechantsberg
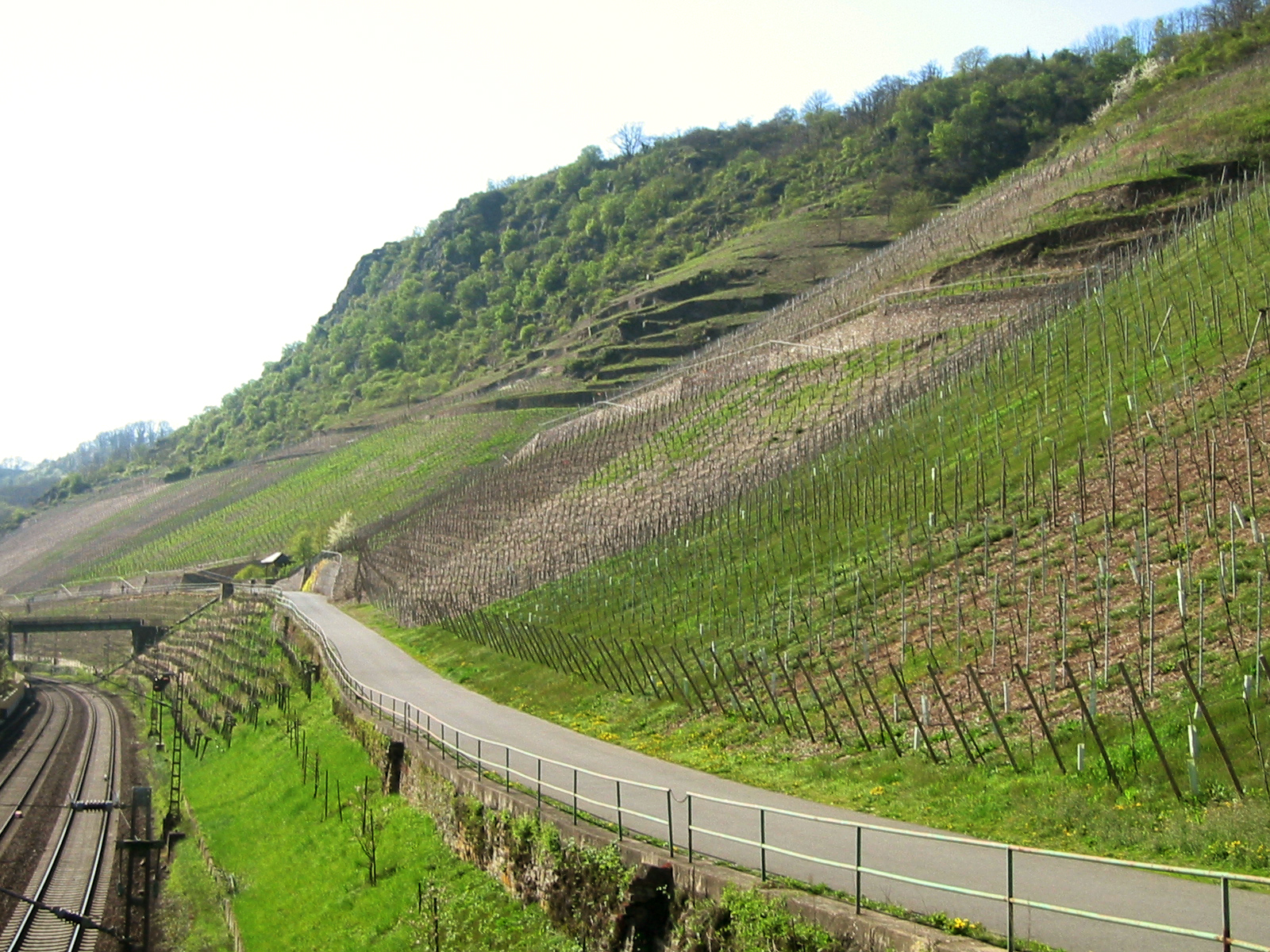
5. Neuanlagen mit Spalierdrahtrahmen nach Abräumen alter Terrassen im Hatzenporter Kirchberg
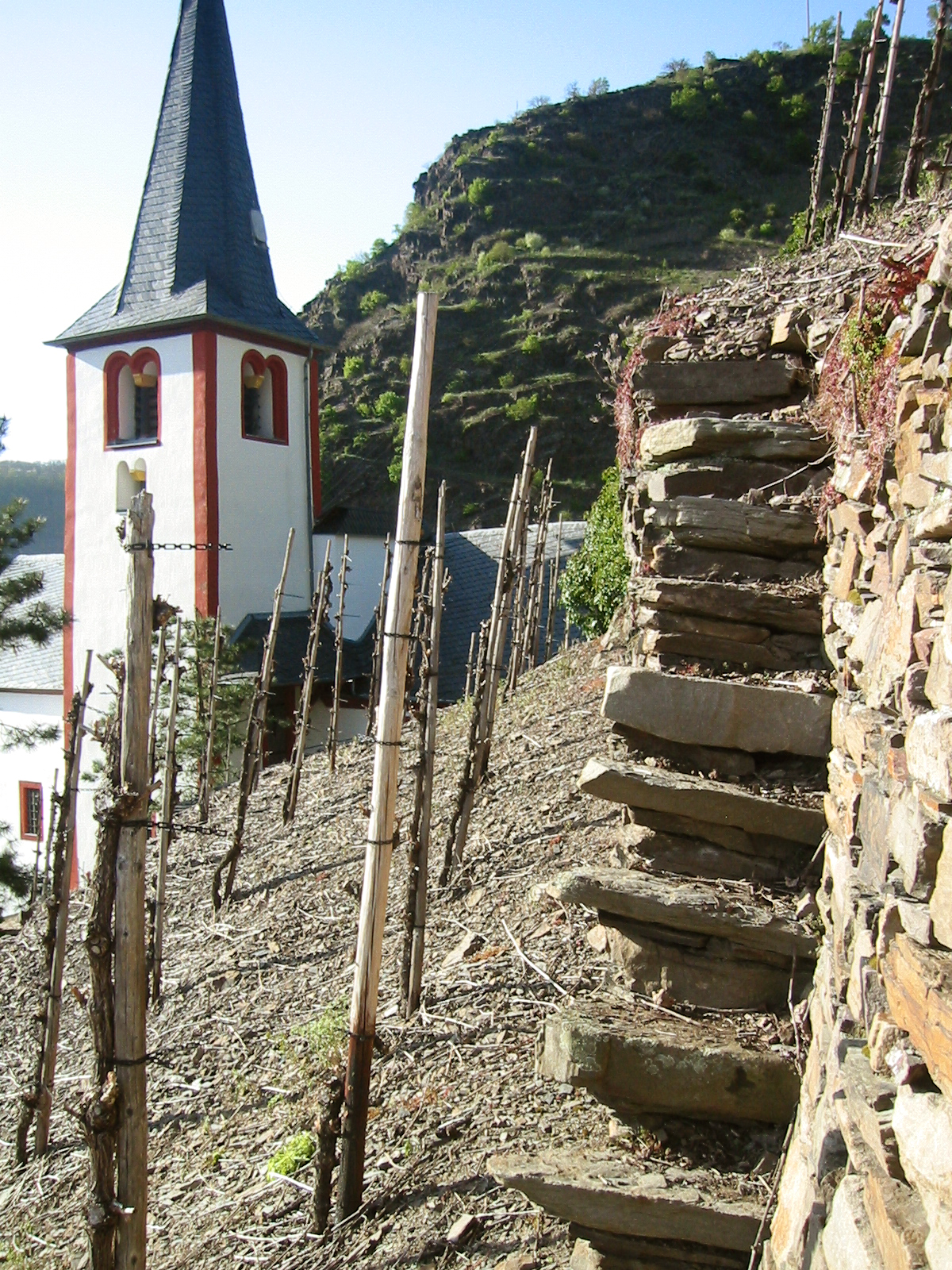
6. Terrassentreppe im alten Teil des Alkener Burgbergs
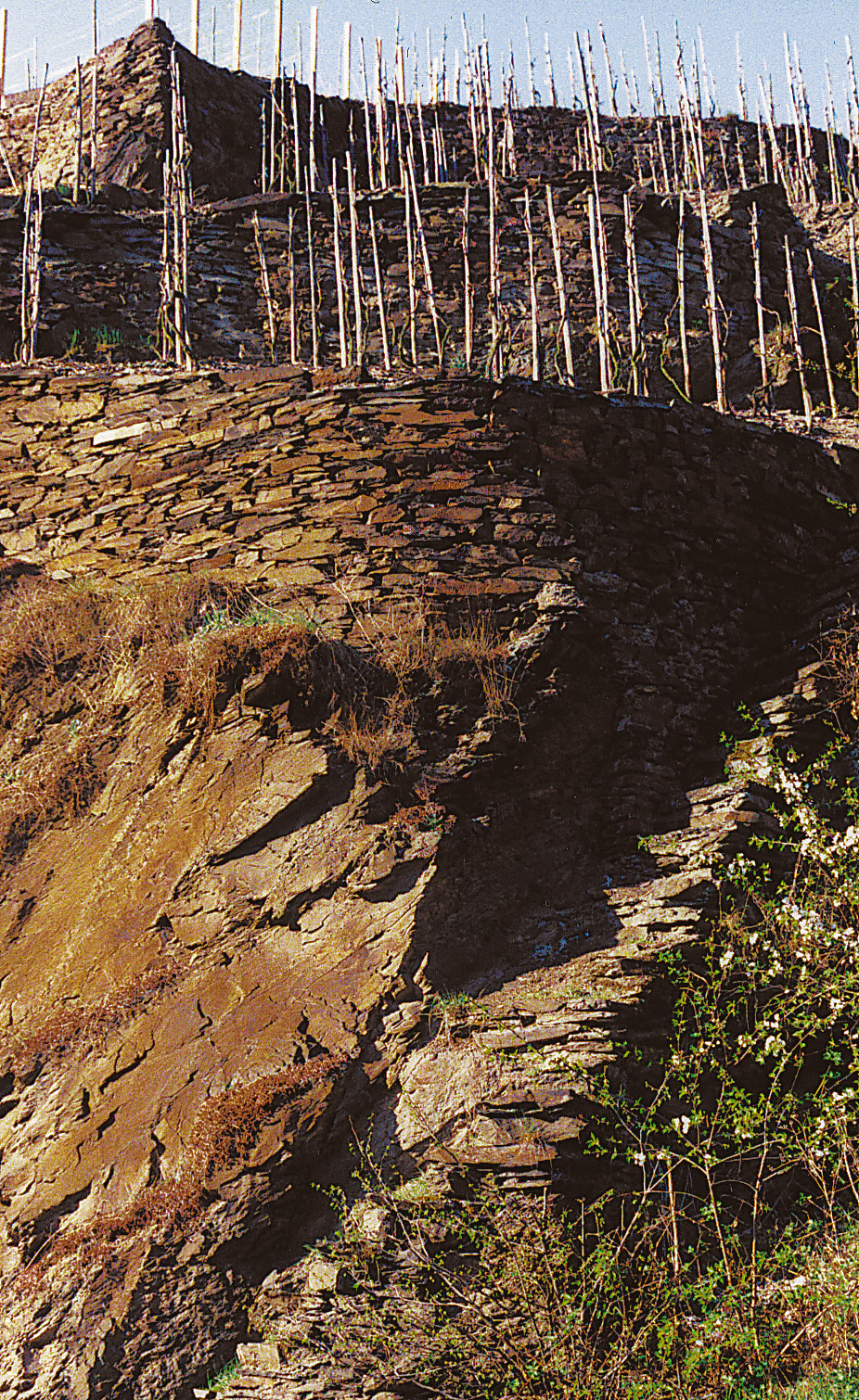
7. Alte, gerundet gesetzte Trockenmauer auf Felsfundament: Koberner Schlossberg unterhalb der spätromanischen Matthiaskapelle

## Geologie und Geschichte

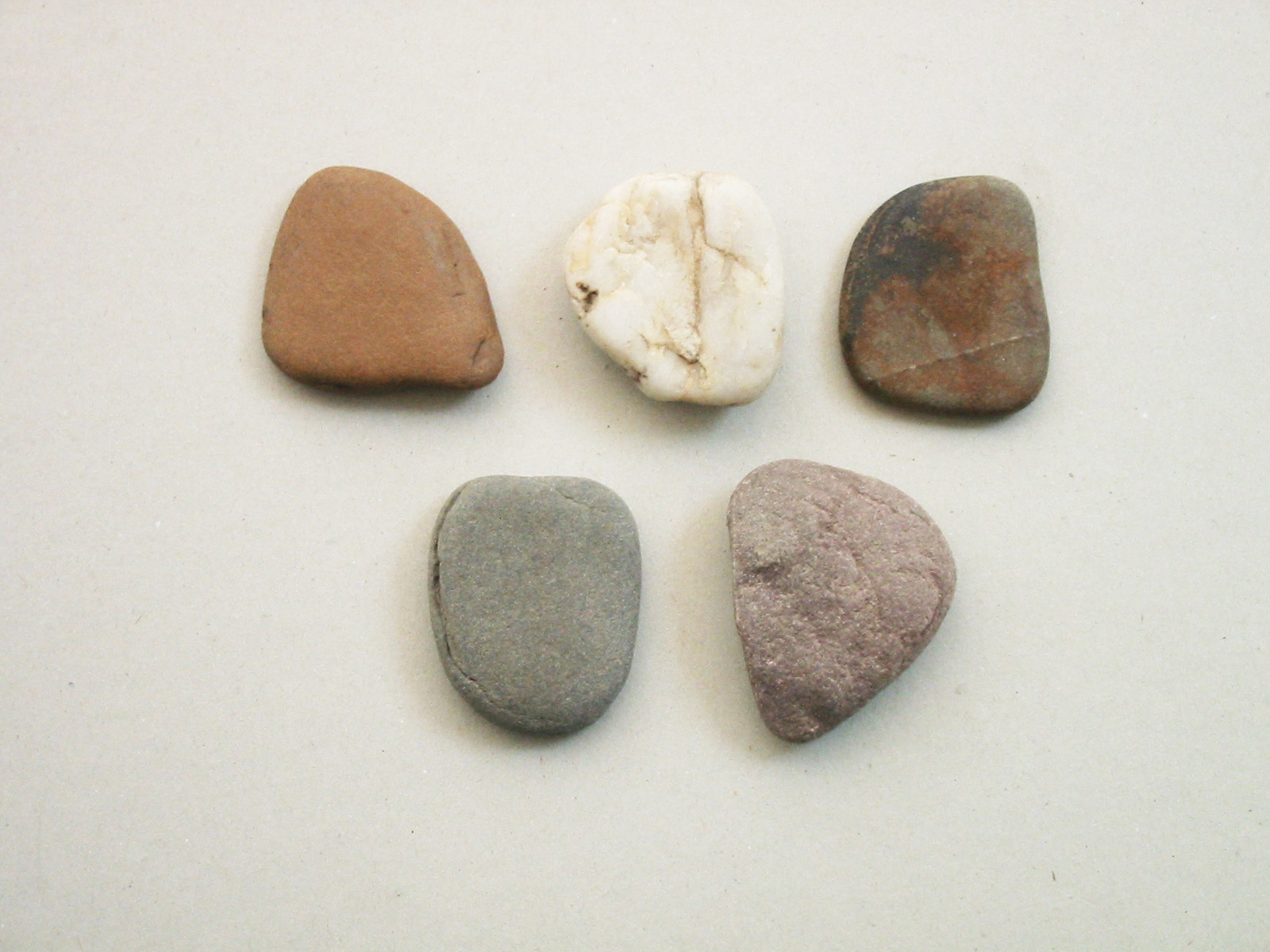
8. „Moselkiesel“ vom Flussufer: Oben v.l.n.r Buntsandstein, Quarzit, Schiefer. Unten v. l. n. r. Schiefer, Sandstein mit Quarzanheftung.

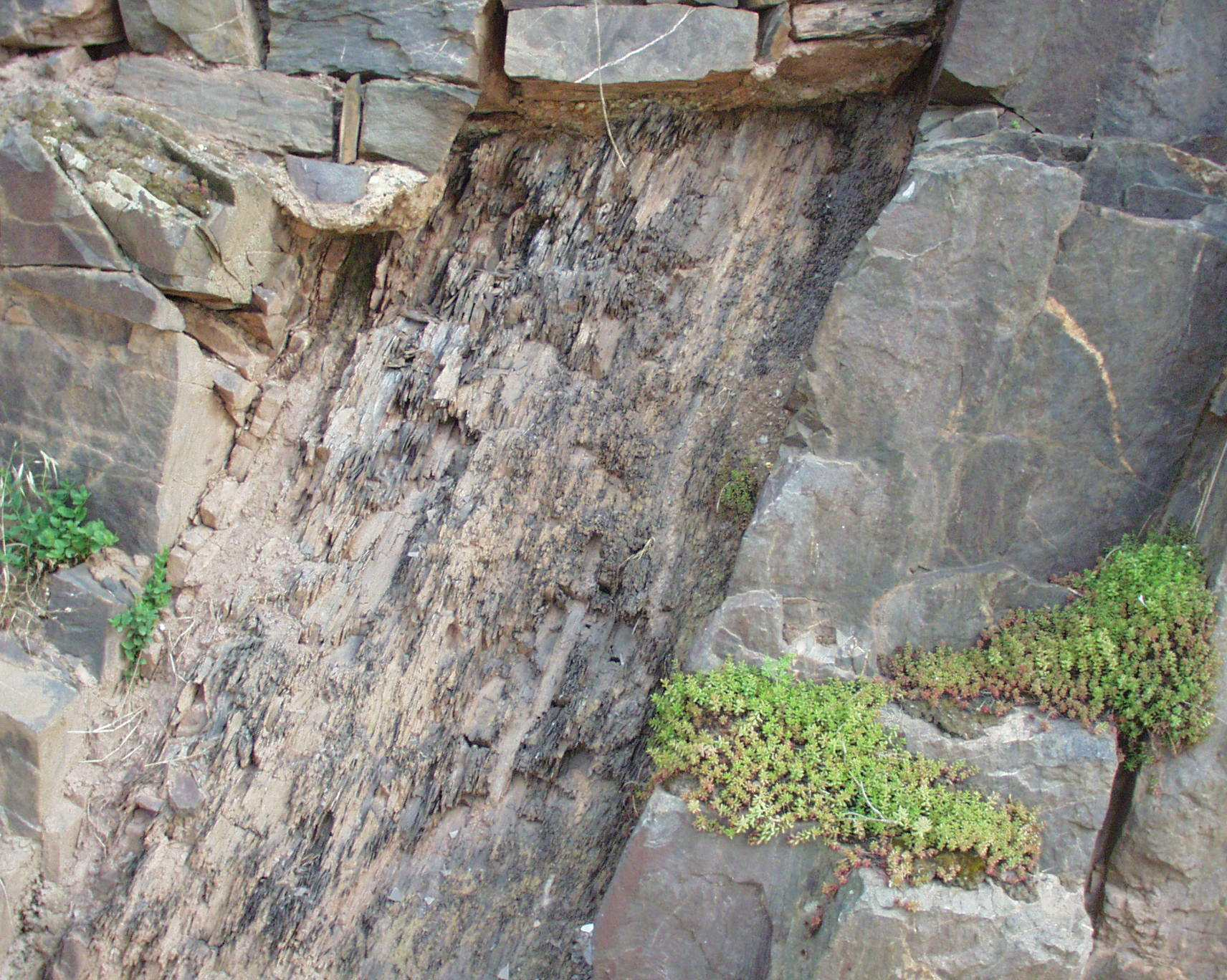
9. Ein Beispiel für ein instabiles Mauerfundament durch unterschiedliche Gesteins-Verwitterung: Weiche Tonschieferschicht zwischen harter Grauwacke. Lage: Ediger Elzhofberg. Foto Bernd Ternes

Die Talhänge der Untermosel zeigen, mit auffallend unterschiedlichen Gesteinsarten und Felsformationen, das Ende einer erdgeschichtlichen Entwicklung des Moselraums, die vor ungefähr 390 Millionen Jahren im Unterdevon begann. Damals befand sich in diesem Raum ein Flachmeer, das im Norden des Old-Red-Kontinents und im Süden von Inselstrukturen der Mitteldeutschen Schwelle begrenzt wurde. Von diesen Landmassen wurden über Millionen Jahre Sedimente in das sich langsam absenkende Flachmeer eingeschwemmt. So entstand ein mächtiges Lager von Gesteinspaketen mit einer Stärke von bis zu 14 Kilometer, das Geologen als „Moseltrog“ bezeichnen. In der Folge verfestigten sich die Ablagerungen durch Faltung, Druck und Hitze zu unterschiedlich stabilen Gesteinsmassen (eine Schieferung findet bei 250–400 °C statt, Kieselsäure, also Quarz, kann ab 300 °C mobilisiert werden). Diese Entwicklung fand zum Großteil im Karbonzeitalter vor 350 Millionen Jahren statt, in dem das Rheinische Schiefergebirge gehoben und aufgefaltet wurde.
Die Ausformung der heutigen Mosellandschaft begann im Tertiär. Die Wasser der späteren Mosel spülten zuerst ein flaches, breites Tal in eine noch relativ flache Hügellandschaft. In den letzten 500.000 Jahren verstärkte sich die Hebung des Rheinischen Schiefergebirges, sodass die Mosel tief in die Gesteinsmassen einschnitt.
Bis in die Mitte des 20. Jahrhunderts hatte sich die Besiedlung dieser Kulturlandschaft, von eng bebauten, kleinen Ortschaften, umgeben von Obst- und Gartenanlagen und terrassierten Weinbergen, nur in großen Zeitabständen verändert. Heute liegen viele ehemalige Obstanbauflächen mittlerweile brach oder sind Ortserweiterungen, Gewerbeflächen und Verkehrswegen, aber auch großflächig flurbereinigten Rebflächen gewichen. In den Hanglagen wurden für vereinfachte Bewirtschaftung und den Bau von Wirtschaftswegen viele alte Terrassenmauern abgebrochen und eingeebnet. Der Eindruck einer historisch gewachsenen Terrassen-Kulturlandschaft ist damit für einige Talpassagen nur noch eingeschränkt zutreffend. Mit Hilfe von vorwiegend öffentlich geförderten Arbeitsbeschaffungsmaßnahmen werden überwachsene, verwilderte Terrassen „entbuscht“, um damit in einigen Lagen das Bild einer von Menschen geschaffenen Kulturlandschaft und die Biotope stark besonnter Terrassen zu erhalten. Das Aushauen und Entfernen von Weinstöcken aus aufgegebenen Lagen ist Pflicht, um Pflanzenkrankheiten wie die Schwarzfäule oder den Reblausbefall zu verhindern.
Brachgefallene Weinberge sind auch die Folge eines Strukturwandels im Weinbau, bei dem kleine, vor allem nur Fasswein vermarktende Betriebe aus wirtschaftlichen Gründen oder wegen fehlender Nachfolge die Bewirtschaftung aufgeben oder sich auf den Weinbau in weniger steilen, nur leicht hängigen und flurbereinigten Lagen konzentrieren.
Von 1999 bis 2009 ging der Steillagenweinbau von 998 ha auf 764 ha zurück (Statistisches Landesamt Rheinland-Pfalz). Gegenläufig sind allerdings Rekultivierungen alter Lagen, die bereits in napoleonischer und königlich-preußischer Zeit wegen überdurchschnittlicher Bodenpreise entsprechend bewertet und kartografiert wurden. Viele dieser Anlagen fallen durch ihre andersartige Bestockung und größere Zeilenbreite auf: Statt der eng stehenden Einzelstöcke mit der traditionellen Bogenerziehung stehen neue Rebpflanzen zunehmend an Spalierdrahtrahmen und in größerem Abstand zueinander. Im Moselweisser Hamm, kurz vor Koblenz, wurden bei der Rekultivierung alter Weinberge statt mit Mauern mit schrägen, begrünten Erdböschungen terrassiert (Abb. 11).
Orte mit umfangreichem Weinbau sind im Landkreis Cochem-Zell: Pünderich, Briedel, Kaimt, Merl, St. Aldegund, Neef, Bremm, Eller, Ediger, Senheim, Bruttig-Fankel, Ellenz-Poltersdorf, Ernst, Valwig, Klotten, Pommern, Treis-Karden, Müden und Moselkern.
Im Landkreis Mayen-Koblenz: Hatzenport, Alken, Lehmen, Niederfell, Kobern-Gondorf und Winningen. Lay, Moselweiss und Güls liegen im Stadtgebiet von Koblenz.
Die geographische Bezeichnung Untermosel schließt damit die touristisch verwendeten Gebietsbezeichnungen Zeller Land (Gebiet der Verbandsgemeinde Zell zwischen Pünderich und Neef inklusive der Orte auf dem Hunsrück) und Ferienland Cochem (Gebiet der Verbandsgemeinde Cochem) zwischen Bremm und Klotten mit ein.
Die Lagen Calmont von Bremm und Ediger-Eller (steilster Weinberg Europas), der Ediger Elzhofberg, der Valwiger Herrenberg und der Kobern-Winninger Uhlen u. a. gehören mit zu den steilsten Terrassenanlagen der Mosel. Von dem Verband Deutscher Prädikatsweingüter (VDP) wurden, auch den Lagenbewertungen der Weinbaukarte für den Regierungsbezirk Koblenz von 1897 folgend, seit 2003 definierte Parzellen in den Lagen Marienburg und Nonnenberg von Pünderich, Kirchberg und Stolzenberg von Hatzenport und Uhlen und Röttgen von Winningen als Lagen „Erster Klasse“ eingestuft. Die Einstufung erfolgte jedoch nur für die Lagen, die Mitglieder des VDP bewirtschaften. Andere Lagen blieben beim VDP unberücksichtigt.
Bevorzugt angebaute Rebsorte an der Terrassenmosel ist mit 59,7 % (Statistisches Landesamt Rheinland-Pfalz 2005) der Riesling. Der Weissburgunder mit 2,6 % und der Spätburgunder mit 5,5 % folgen mit Abstand, aber steigender Tendenz.
Für die Landschaft mit den terrassenförmig angelegten Weinbergen in extremen Steillagen an den Moselhängen hat sich seit Ende des 20. Jahrhunderts die speziell für den Weinbau und Tourismus gedachte Bezeichnung Terrassenmosel etabliert. Sie wurde von dem Winninger Winzer Reinhard Löwenstein eingeführt. Diese Bezeichnung propagiert aufgrund der landschaftlichen Besonderheiten mit dem darauf gegründeten Steillagen-Weinbau eine Alleinstellung auch gegenüber anderen Regionen, z. B. der angrenzenden Mittelmosel. Besonders der Tourismus und die Weinvermarktung verwenden mittlerweile Terrassenmosel statt Untermosel zur eigenen Identitäts- und Herkunftsangabe.

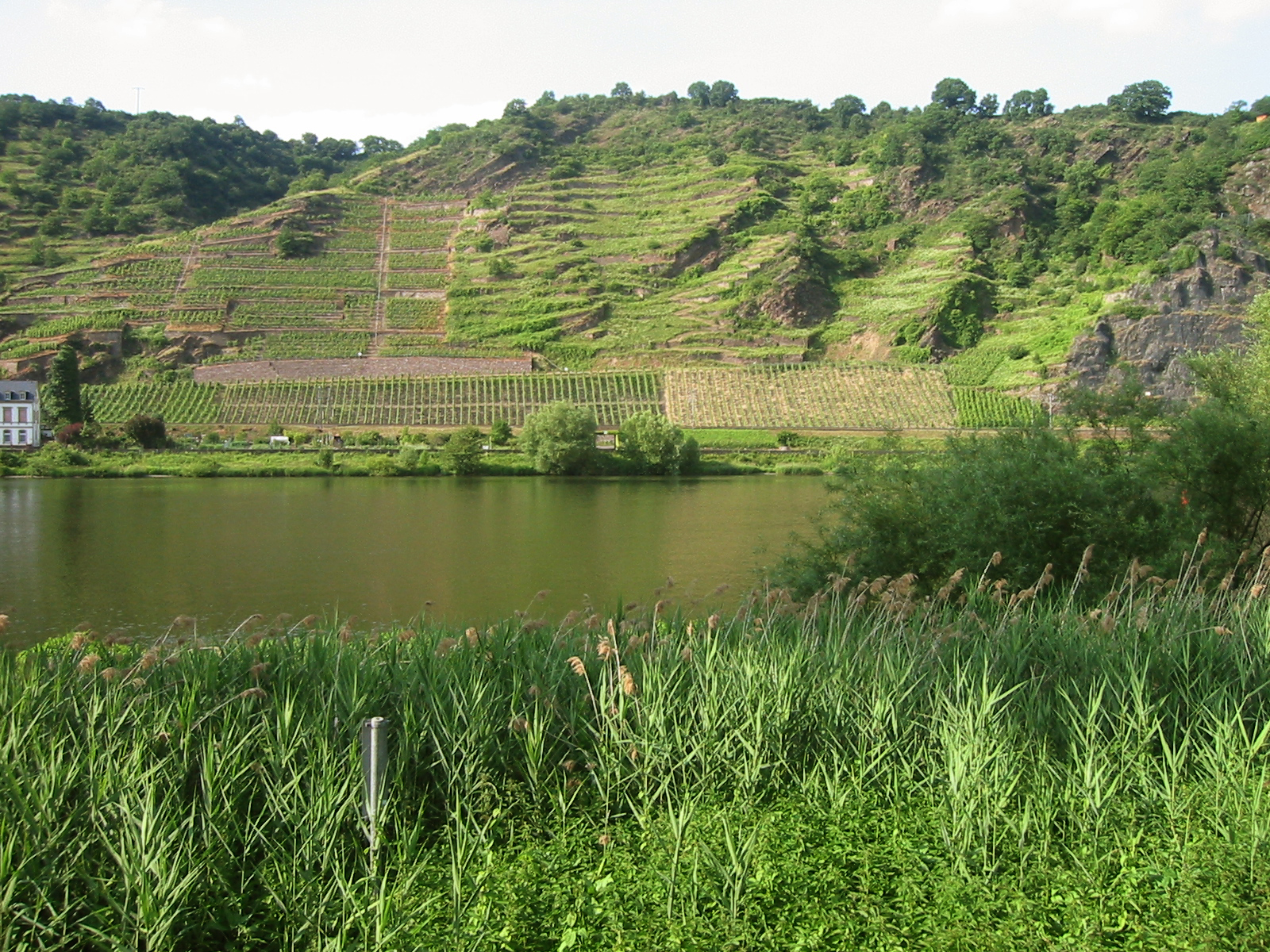
10. Bewirtschaftete Terrassen neben brachliegenden in besonders steiler und kleinparzellierter Lage: Hatzenporter Stolzenberg
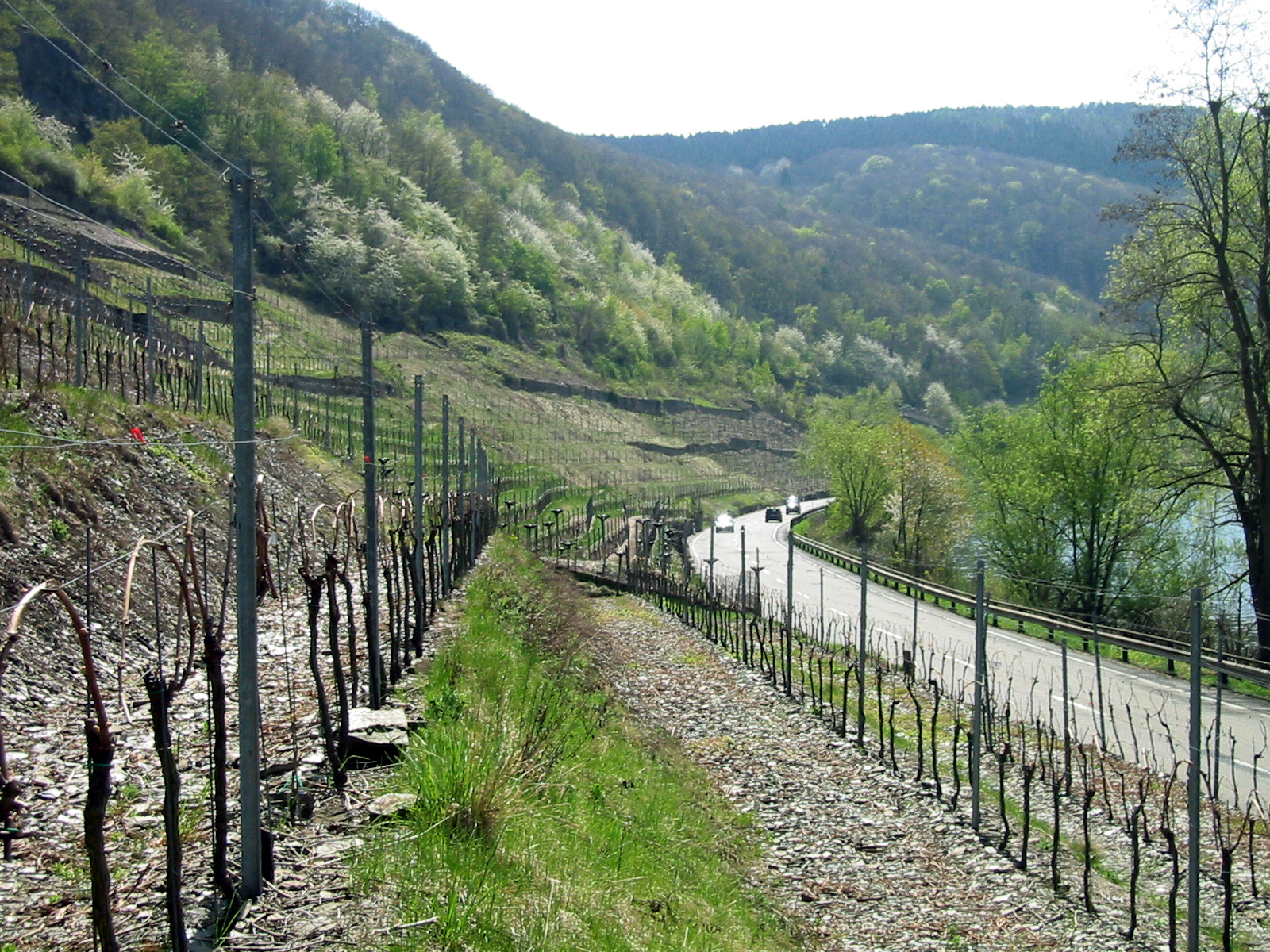
11. Neue Terrassen und quer verlaufende Bestockung an Spalierdrahtrahmen: Moselweisser Hamm
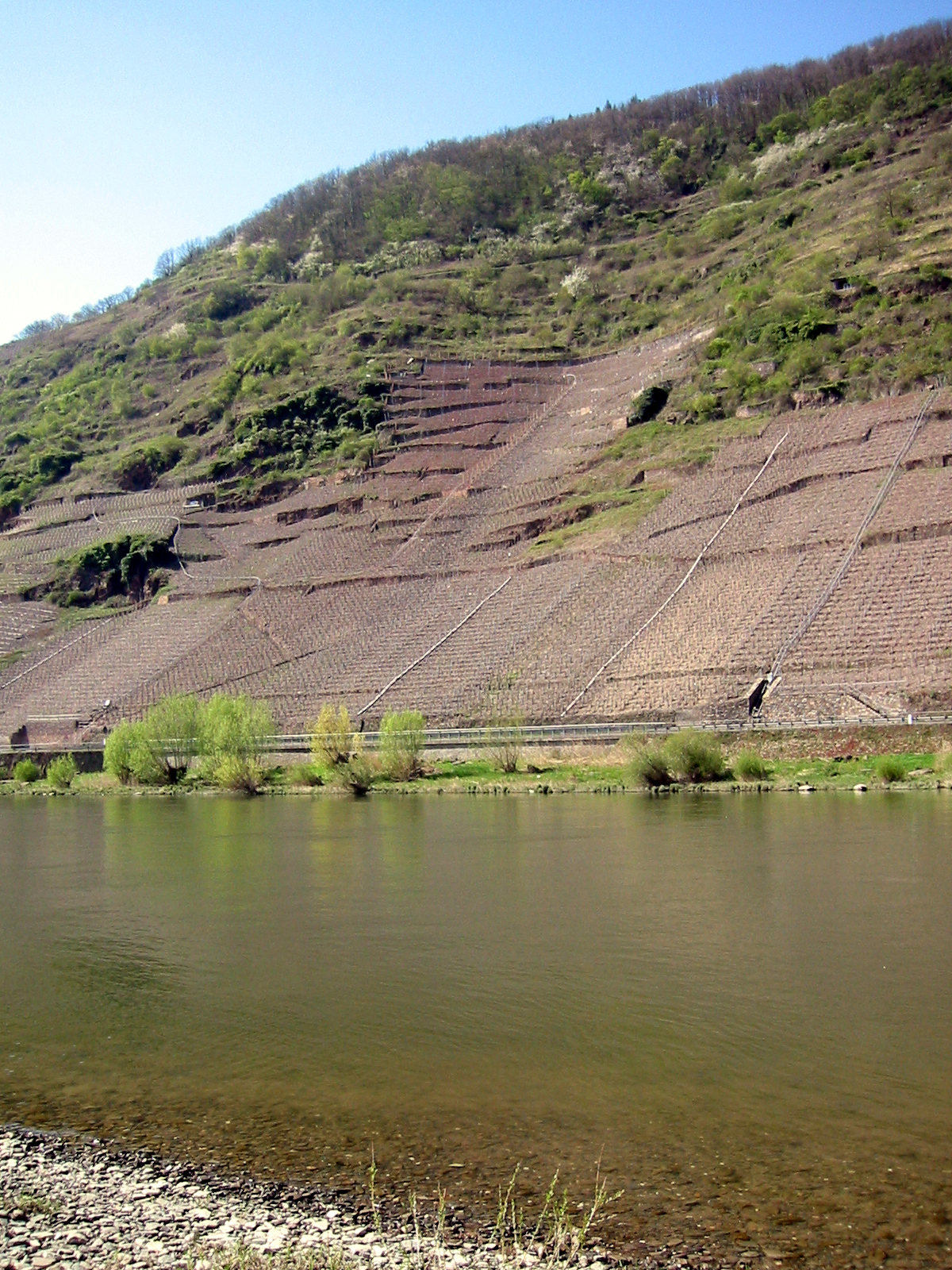
12. Neue Bestockungen in alter Steillage: Valwiger Herrenberg
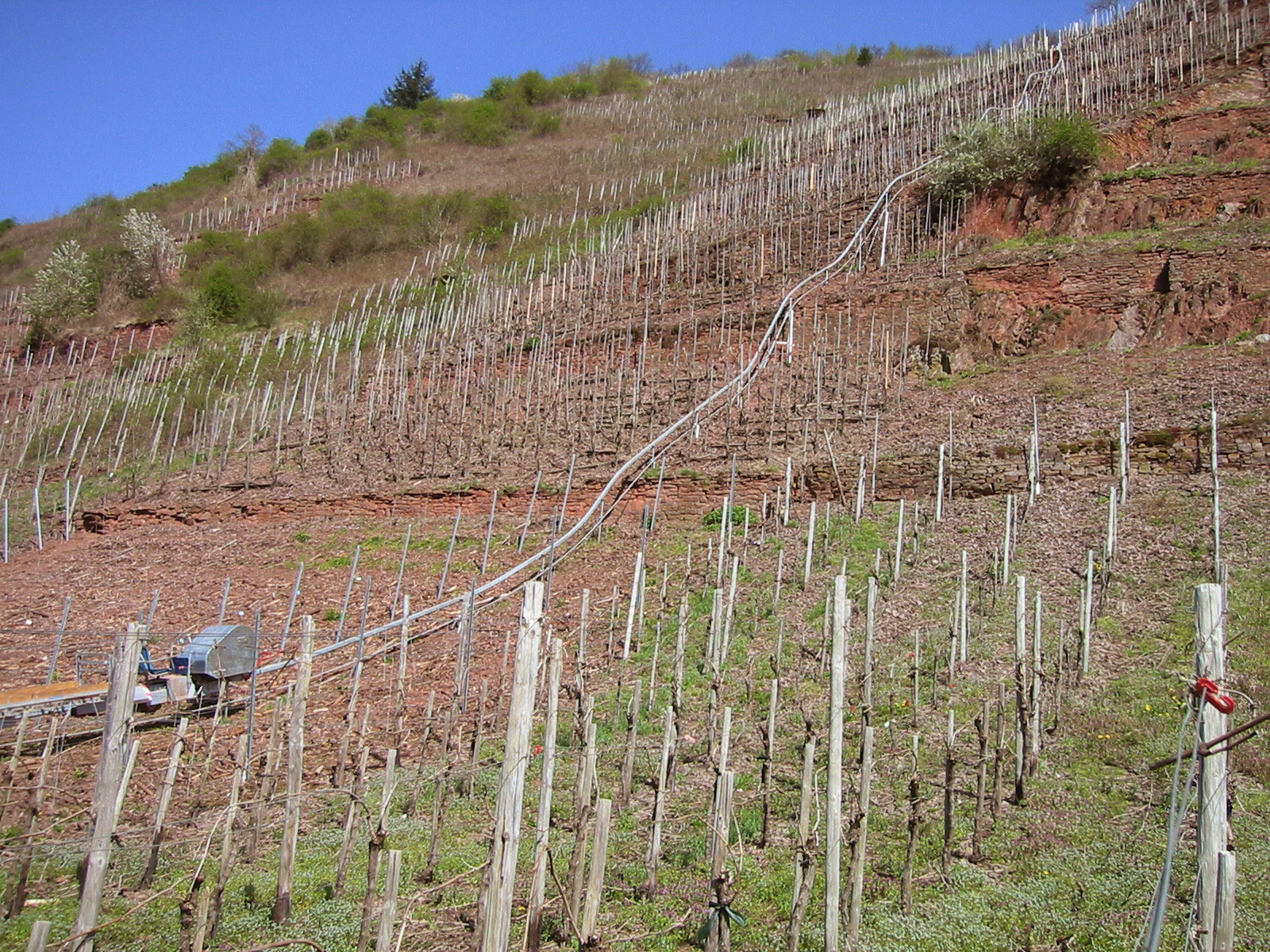
13. Ohne die "Monorackbahn" wäre die alte Steillage nicht rekultiviert worden: Ediger Elzhofberg
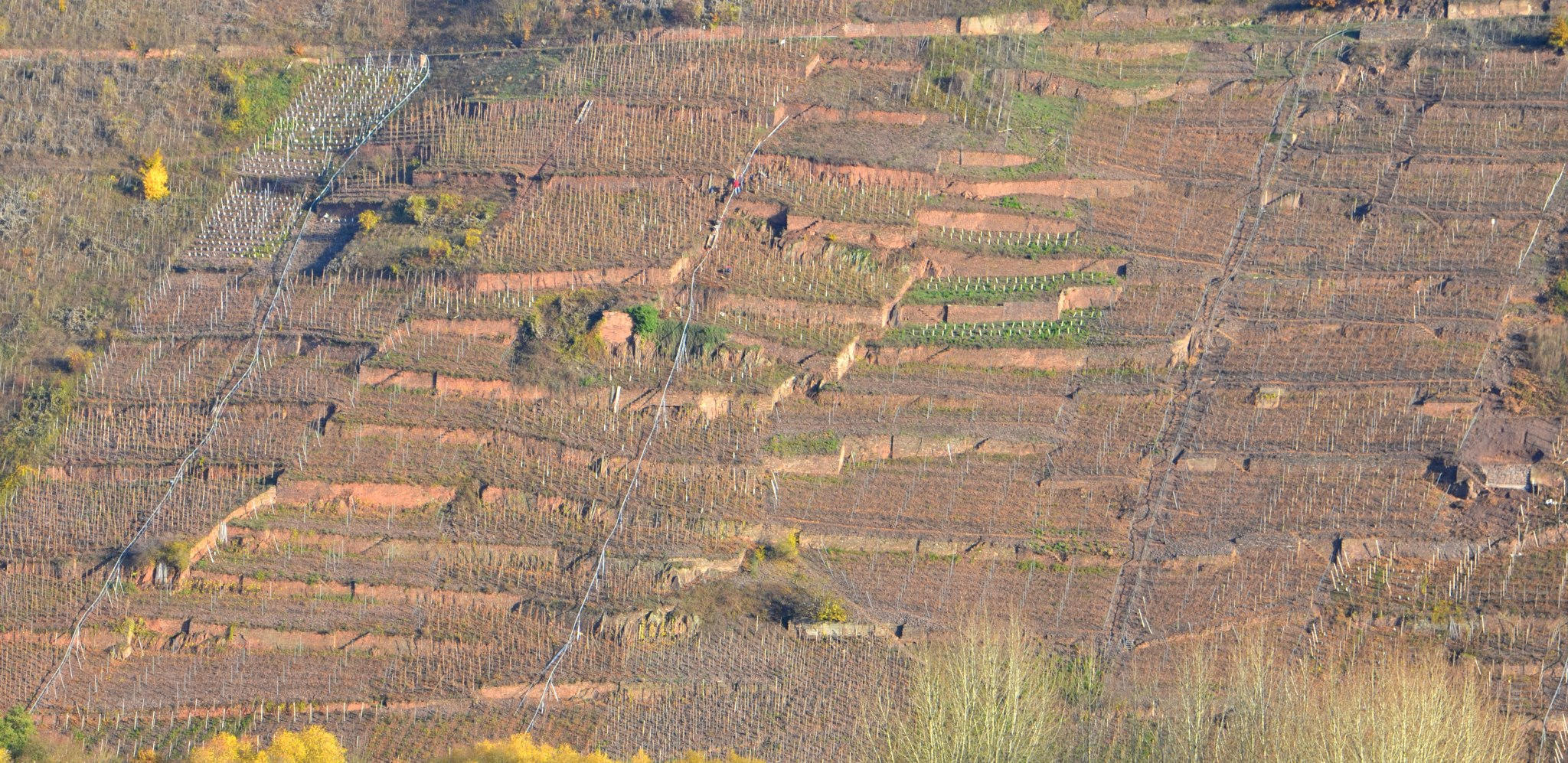
13a. Mehrere Monorackbahnen in Steillagen bei Ediger-Eller.
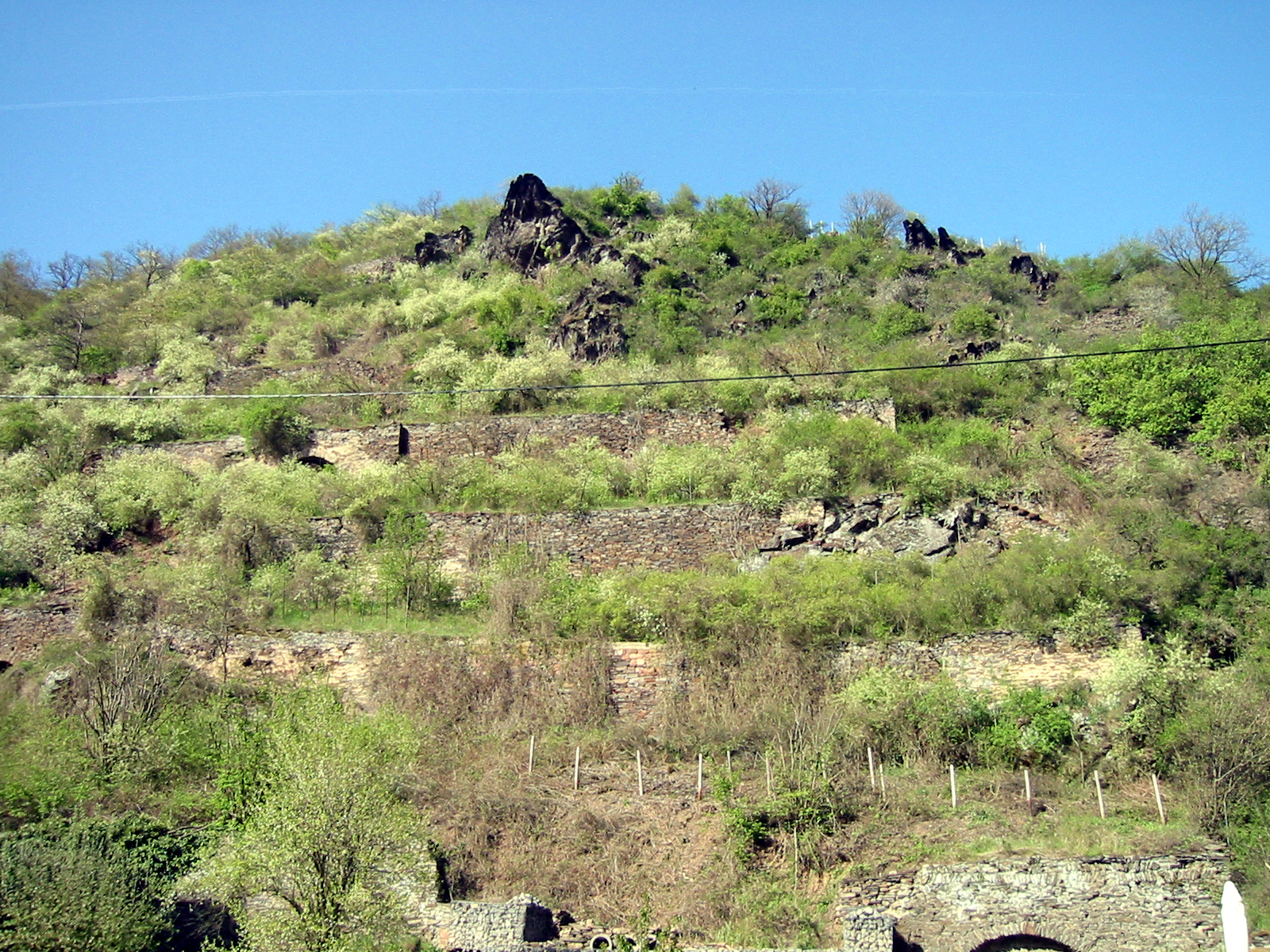
14. Ab Mitte des 20. Jahrhunderts im Verfall: Gondorfer Fuchshöhle in einem Moselseitental bei Kobern-Gondorf.

## Entwicklung des Terrassenbaus an der Untermosel

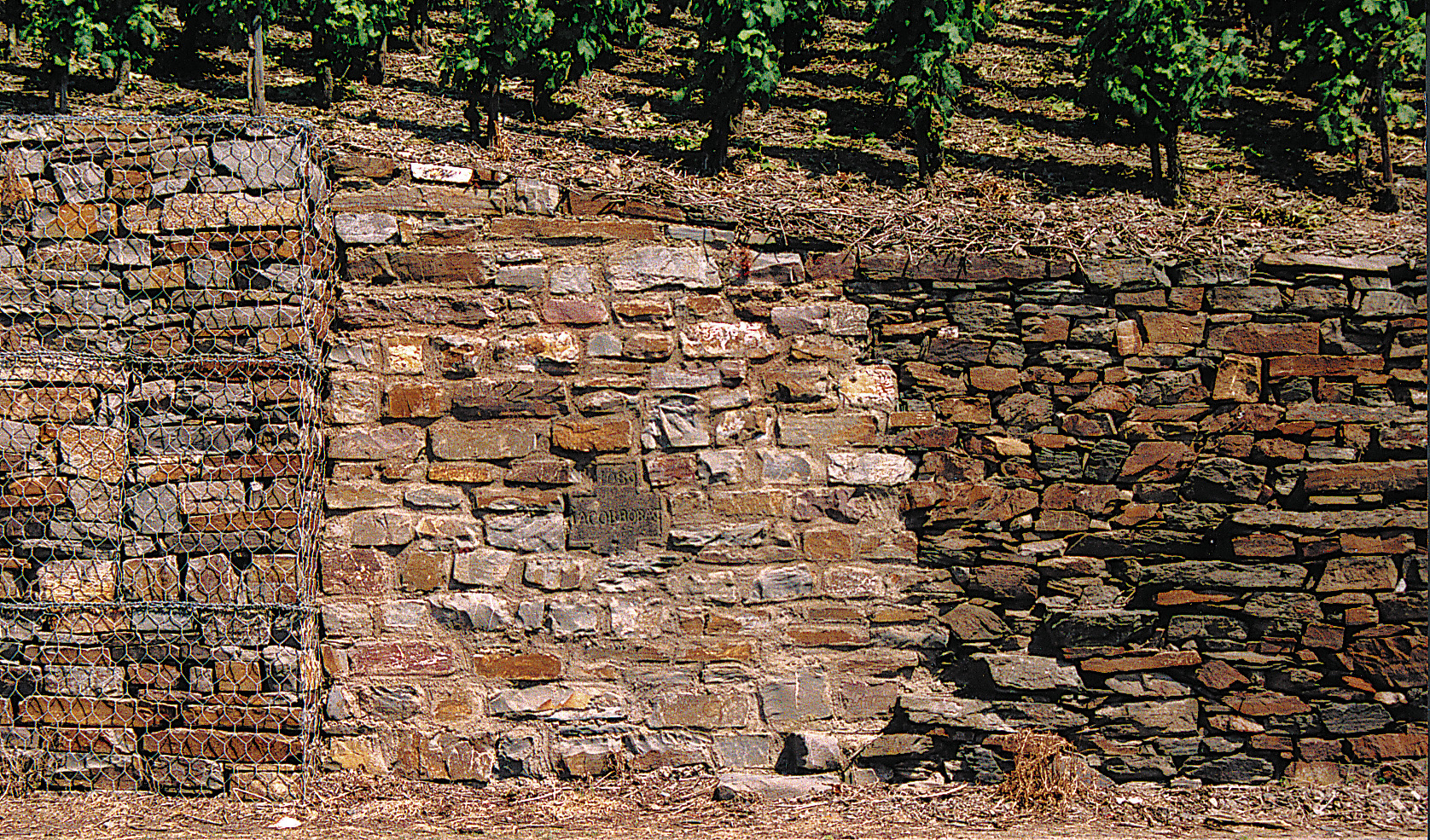
15. Wiederaufbau einer alten Terrassenmauer: v. l. n. r. Gabione (Bruchsteine in Stahldrahtkorb), vermörtelte Mauer mit neuen Bruchsteinen, noch erhaltenes Trockenmauerstück aus den Steinen des gleichen Hanges: Niederfeller Kahllay

Archäologen fanden Ende der 1970er Jahre erste Nachweise für mögliche römerzeitliche Terrassierungen an Moseltalhängen: Flurbereinigungen und die Anlage neuer Wirtschaftswege in Weinbergen an der Mittelmosel und der oberen Untermosel gaben am Fuß von Hanglagen die Fundamente antiker Kelterhäuser frei. Die Fundorte in heute noch bewirtschafteten Steillagen können dabei als Hinweise für eine römerzeitliche Terrassierung der Talhänge im 3. Jahrhundert n. Chr. angesehen werden.
Zwischen Cochem und Koblenz wurden ähnliche Funde bisher nicht gemacht. Gründe dafür können – trotz vieler gallo-römischer Siedlungsnachweise – eine vermutlich geringere Bevölkerung gewesen sein, aber auch der Eisenbahn- und Straßenbau Ende des 19. Jahrhunderts, für den viele Weinbergsflächen am Fuß altbekannter Steillagen in z. B. Hatzenport, Karden, Kobern oder Winningen abgetragen wurden; mögliche Beweise für antike Kelteranlagen können dabei unerkannt verloren gegangen sein. Es gibt jedoch für das Ende des 6. Jahrhunderts n. Chr. eine schriftliche Überlieferung für einen frühen Steillagenweinbau in einer Moselreisebeschreibung des antiken Schriftstellers Venantius Fortunatus: … Wo Weinberge belaubet aufstreben zu kahlen Berghöh’n / und reich schattendes Grün decket das trockene Geröll / Hier einsammelt die Ernt’ der gefärbten Trauben der Winzer / selbst am Felsabhang er lesend die Frucht.
Der Untergang der römischen Zivilisation und die Bevölkerungsveränderungen der Völkerwanderungszeit haben den Weinbau an der Untermosel wahrscheinlich weitgehend unbehelligt gelassen. Gesetze der fränkischen Könige schützten die alteingesessenen Weinbauern. So haben sich hier bis ins Hochmittelalter Siedlungsinseln erhalten, in denen das Moselromanisch, statt einer fränkischen Sprache gesprochen wurde. Vermutlich stammt aus dieser Zeit das noch heute gebräuchliche Dialektwort für eine Weinbergsterrasse Chur oder Kuur (Mehrzahl Chuer, Kuure), entlehnt von Cura (lateinisch für Pflege) oder Chorus (lateinisch für den erhöhten (Altar)-Raum in einer Kirche).
Ab dem 9. Jahrhundert gibt es eine reiche Urkundenlage des Weinbaus für fast alle Orte der Untermosel. (z. B. Ediger im Jahre 766, Kobern 817, Bruttig 898). Viele Weinbergsflächen waren wahrscheinlich noch Flach- oder untere Hanglagen. Das Hochmittelalter gilt bisher als die Epoche, in der Bauhandwerker begannen, in Steilhängen der Mosel hohe, standfeste Terrassenmauern zu errichten – abgeleitet von der Fertigkeit, auf ragenden Felsrücken und über steilen Abgründen bautechnisch anspruchsvolle Burganlagen zu erbauen. Die Terrassenmauern wurden wohl überwiegend trocken gesetzt: Der viele Mörtel, der für das unregelmäßige Bruchsteingewerk benötigt wurde, wäre schlichtweg zu teuer gewesen. Rund 30 Prozent der Baukosten kosteten Erzbischof Balduin das Brennen und der Transport des erforderlichen Kalks für Mörtel und Putz seines Burgenbaus im Raum Mittelrhein-Untermosel. (Abb. 16 u. 17).

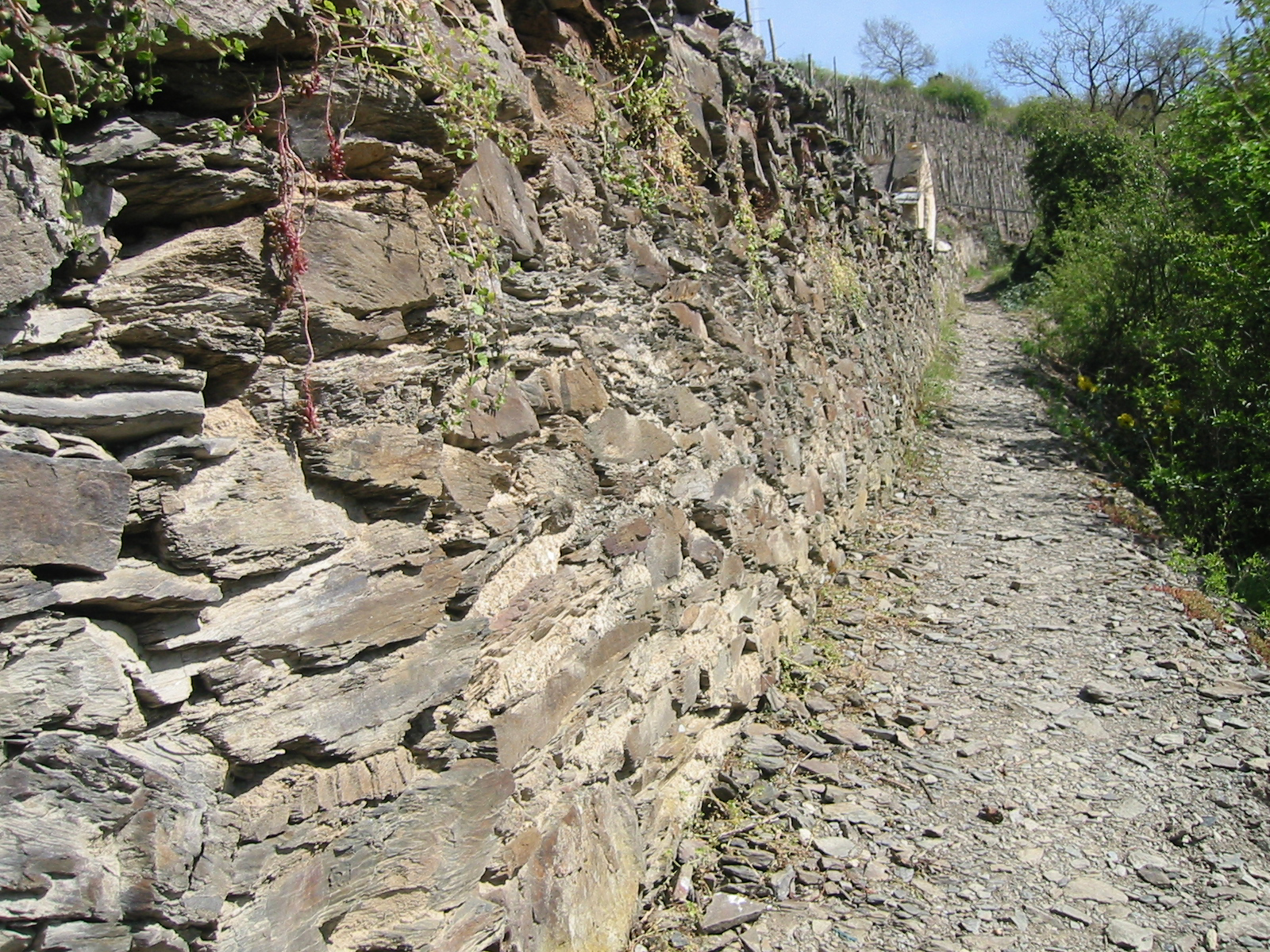
16. Möglicherweise bereits im Mittelalter vermörtelt gesetzte Mauer an einem Fußweg zur Niederburg. Koberner Schlossberg

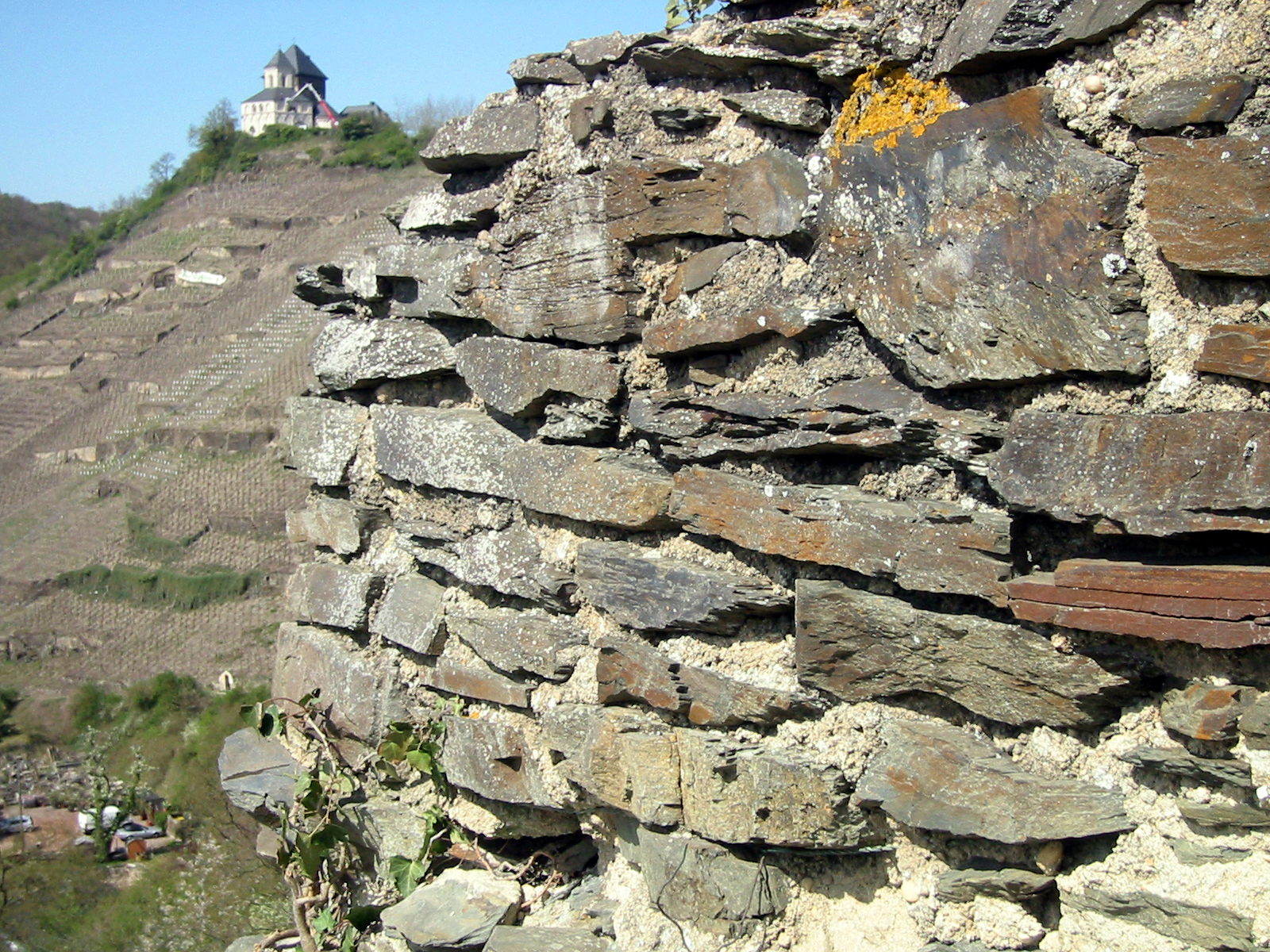
17. Detail der vermörtelten Schildmauer der Niederburg aus dem 12. Jahrhundert. Im Hintergrund die spätromanische Matthiaskapelle (Kobern-Gondorf)

Der Bevölkerungsanstieg im Mittelalter, die große Nachfrage des Handelsplatzes Köln, des heutigen Belgiens und der Niederlande und der, verglichen mit heute, hohe Pro-Kopf-Verbrauch von Wein dürften zur Erweiterung der Anbauflächen und damit zu weiteren Terrassierungen geführt haben. In Besitz- und Belehnungsurkunden dieser Zeit finden sich die auch heute bewirtschafteten Lagen, die danach bereits im 12. Jahrhundert terrassierte Lagen gewesen sein können. Gepirg pringt edlern wein (Steillage bringt besseren Wein) heißt es in einer Pflanzanleitung des 14. Jahrhunderts. „Gebirge“ war bis ins 19. Jahrhundert die Bezeichnung für Steillagen in den Talhängen. Phasen des Stillstands und Brachfallens von Terrassen folgten auf Seuchen, Kriegswirren oder Klimadepressionen.
Ende des 19. Jahrhunderts hatte die Terrassierung von Talhängen der Untermosel – vereinzelt fast bis zur Bergkante – wohl ihre größte Ausdehnung erreicht. Die sukzessive Terrassierung hangaufwärts geschah auch besonders in den „Terroirs“, die seit frühester Zeit für begehrte und gut bezahlte Weine bekannt waren. Um größere Mengen produzieren zu können, wurden auch in den Seitentälern und weniger begünstigten Lagen Terrassen angelegt. Um 1880 werden für den Regierungsbezirk Koblenz rund 2500 Hektar zumeist steillagiger Weinbergsflächen genannt.
Ab Mitte des 20. Jahrhunderts stagnierte der Terrassenweinbau in den Steillagen der Untermosel. Die Anlagen in schwer zugänglichen, nur in teurer Handarbeit zu bewirtschaftenden Terrassen verwilderten und verbuschten, viele Mauern stürzten ein. In den 1960/70er Jahren begann die Zusammenlegung von kleinteilig abgestuften, weniger steilen Hängen, zu größeren Wirtschaftsflächen (Flurbereinigung). So konnte mit maschinellem und damit kostengünstigerem Arbeitseinsatz die Bewirtschaftung erleichtert werden. Es bedeutete aber auch die Planierung von vielen, ehemals treppenartig terrassierten Hängen und den Abbruch vieler, für die Ökologie und das Landschaftsbild wichtiger Weinbergsmauern (Abb. 30–33).
Beihilfen aus öffentlicher Hand, Fördergelder nationaler und europäischer Etatmittel, und insbesondere die Arbeitserleichterungen durch die Anlage der in der Schweiz entwickelten „Monorackbahnen“, die in den Steillagen den mechanischen Transport von Menschen und Material vereinfachten, bewahren heute manche Lagen vor dem Verfall (Abb. 13 u. 13a).

### Formen und Bedeutung der Weinbergsterrassen

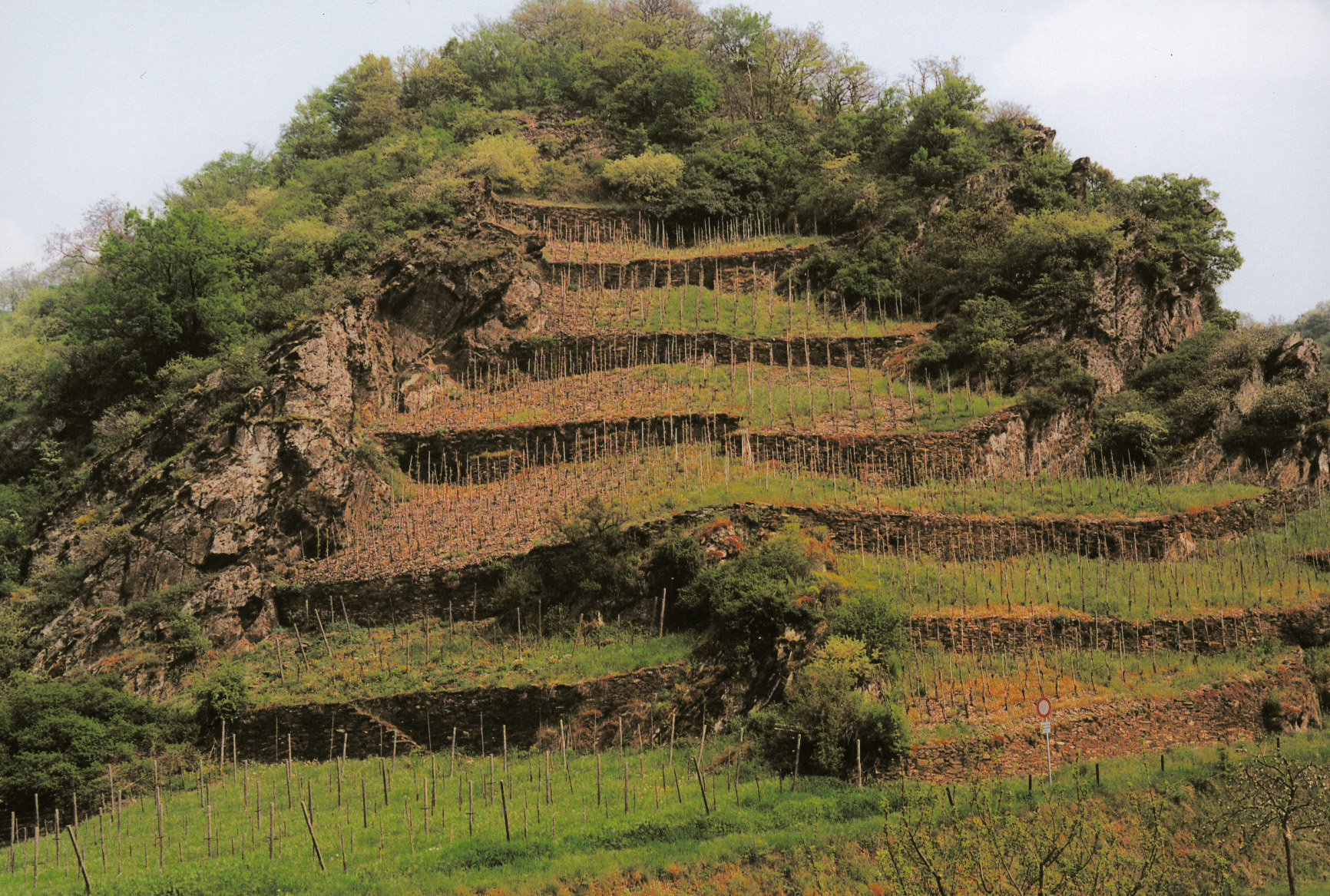
18. Alte Terrassenanlage Fächern in Niederfell, früher Grub genannt.

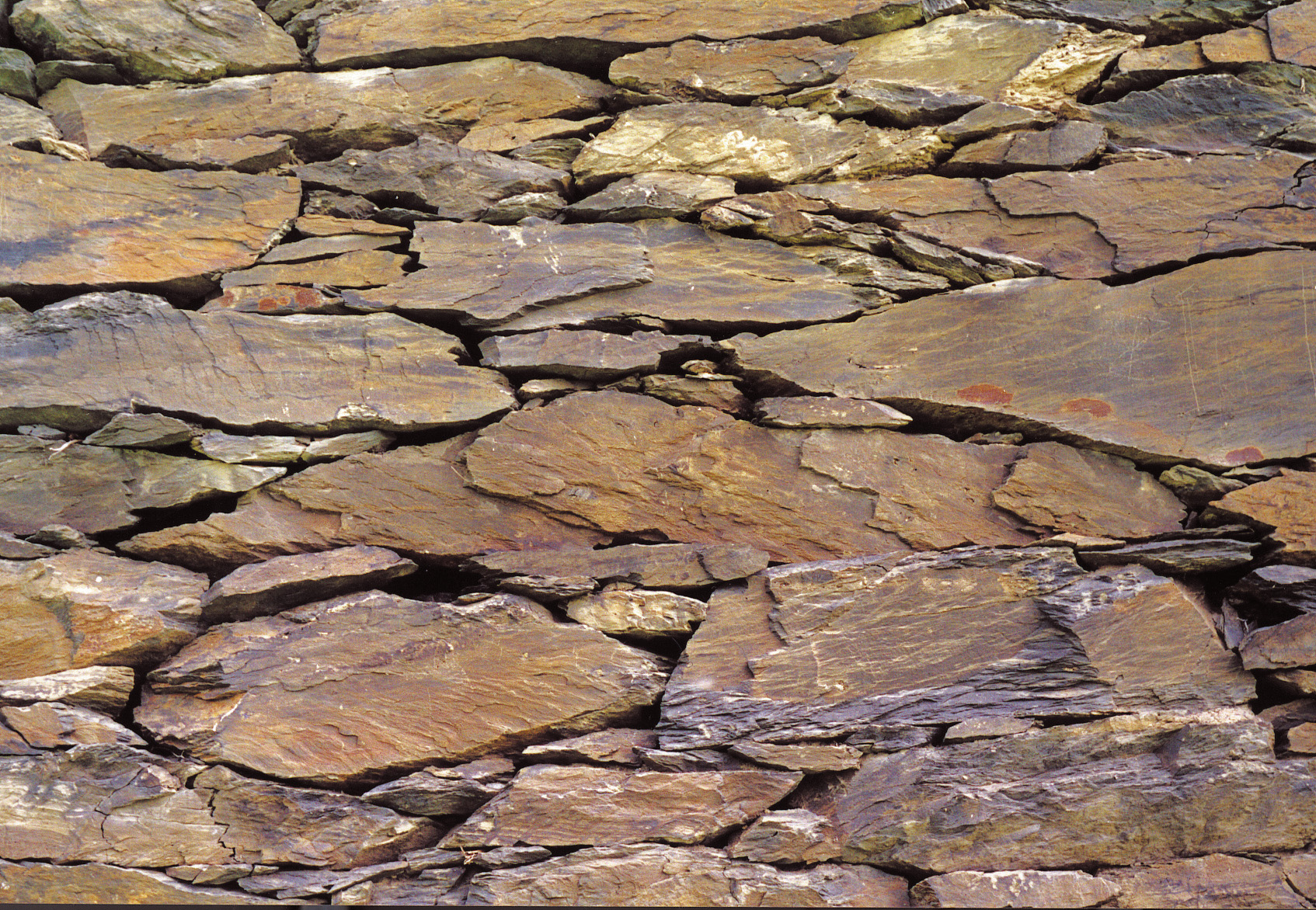
19. Detail einer alten Trockenmauer, gesetzt aus Bruchsteinen des Fächern.

Die Vorteile einer Bodenterrassierung zur Vergrößerung von Anbauflächen, wurden bereits in antiken Lehrschriften der römischen Agrarwirtschaft behandelt (z. B. Junius Moderatus Columella um 60 n. Chr. in De re rustica).
Aus dem 19. Jahrhundert ist eine Beschreibung des Terrassenbaus an der Mosel von einem badischen Oenologen überliefert, die vermutlich schon in römischer Zeit Gültigkeit besaß: Weil nämlich alle Abhänge felsiger Natur sind, wo in deren Zwischenräumen nur wenig Baugrund sich befindet, so wird das Ganze zur angegebenen Tiefe durchgearbeitet. Die Felsen werden nämlich weggebrochen und zerkleinert; diejenigen Stücke, die an der Luft nicht verwittern und zerfallen, werden zu Mauersteinen für die Terrassen benützt (Abb. 18 u. 19). So wird eine Terrasse um die andere gebildet, bis das ganze Stück angelegt ist.
Hohe Terrassenmauern sind zur besseren Stabilität oft vermörtelt gemauert. Neues Mauerwerk wird heute aus Landschaftsschutzgründen, mit den Steinen regionaler Steinbrüche errichtet. Mauertiefe und Gründungsfundament richten sich nach der geplanten Höhe. Zwei Meter Mauerhöhe stehen – wenn nicht auf gewachsenem Fels – auf sehr großen Steinen, oder einem Betonfundament von 100 cm × 60 cm Tiefe und Höhe. Eine bergwärts gerichtete Neigung zur Mauerstabilisierung kann durch den angewinkelten Bau, oder das Aufeinanderschichten von unten nach oben zurück versetzter Steine erreicht werden. Die Steine werden in einem Wechsel von 2 auf 1 und 1 auf 2 gesetzt und liegen jeweils mit mindestens 3 Stellen ihrer Fläche auf. Für einen Kubikmeter Mauer werden rund zwei Tonnen Steinmaterial verarbeitet.
Die Terrassenanlagen sind, neben ihrer agrartechnischen Bedeutung, durch ihre bis ins Mittelalter zurückreichende Bewirtschaftungsform und oft meisterliche Architektur, Zeugnisse von hohem kulturhistorischem Wert. Mit ihrer Kleinkammerung der Anbauflächen bilden sie Schutzbarrieren gegen Pflanzenkrankheiten und geben Lebensraum für eine vielfältige, wärmeliebende Fauna und Flora. Der Apollofalter, die Smaragdeidechse, der Goldlack und die Zippammer sind nur die bekanntesten Vertreter des Ökosystems Terrassenmosel, in dem bei Untersuchungen eine Vielzahl von Kleintieren und Pflanzenarten registriert wurden.

### Terrassenmauer-„Bilder“
Bei auffallend sorgfältig und standfest gesetzten Mauern spricht man von einem „schönen Mauerbild“. Das Setzen einer Weinbergsmauer wird heute, vor allem bei den größeren Weingütern, von darauf spezialisierten Maurern ausgeführt. Bis in die Mitte des 20. Jahrhunderts, als der Untermoselweinbau in der Mehrzahl aus kleinen Familienbetrieben bestand, musste jeder Winzer eine Mauer setzen können. Besonders die Ausbesserung eingestürzter Mauerteile wurde von ihm selbst gemacht.

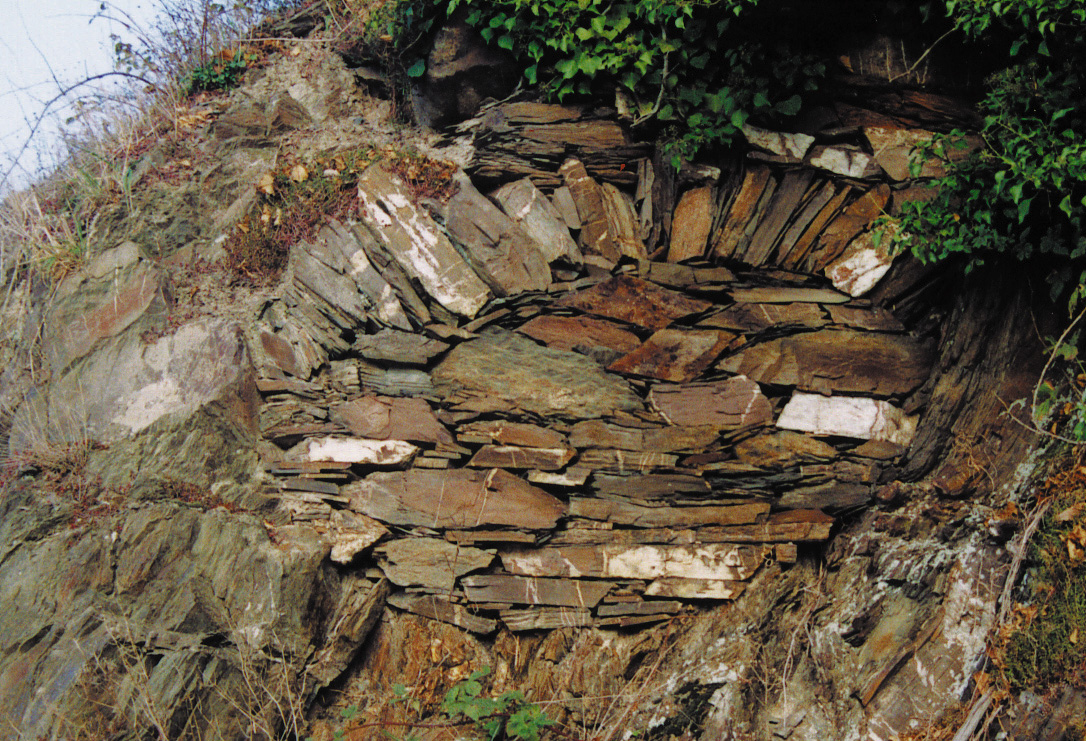
20. Im Kreis gesetzt, für mehr Terrassenstabilität. Niederfeller Kahllay
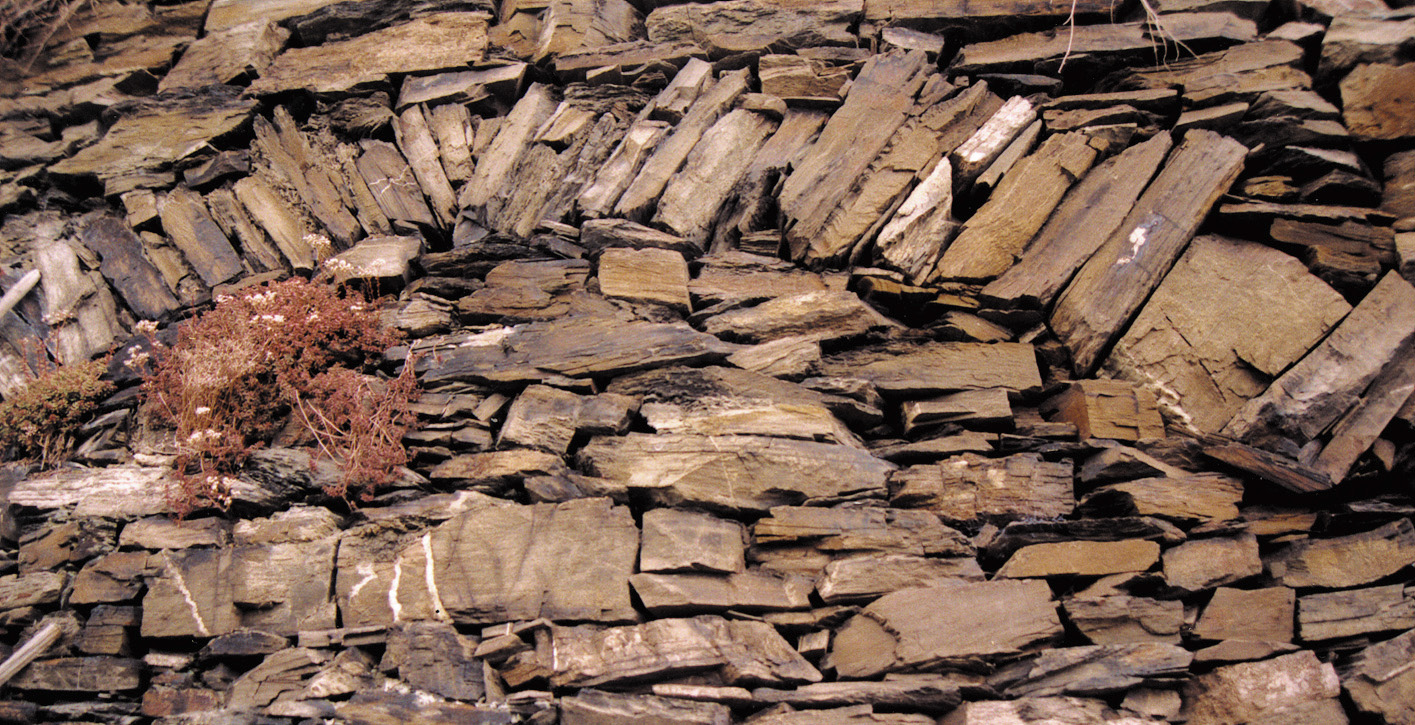
21. Sehr alte Bogenpartie in einer Trockenmauer. Koberner Weissenberg
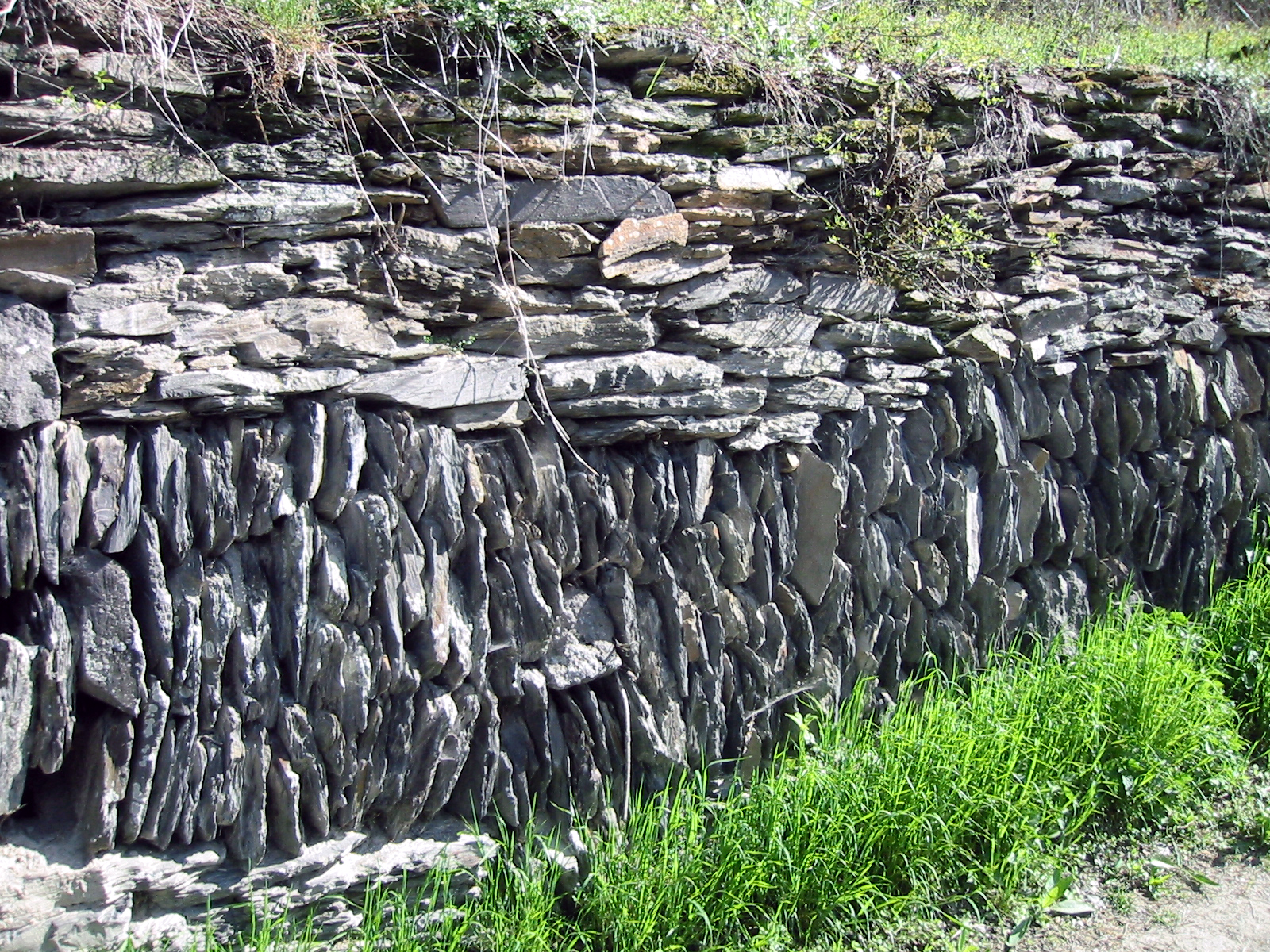
22. Senkrechter! Steinsatz in Terrasse des früheren Weinbergs In der Mark. Trimbs im Nettetal
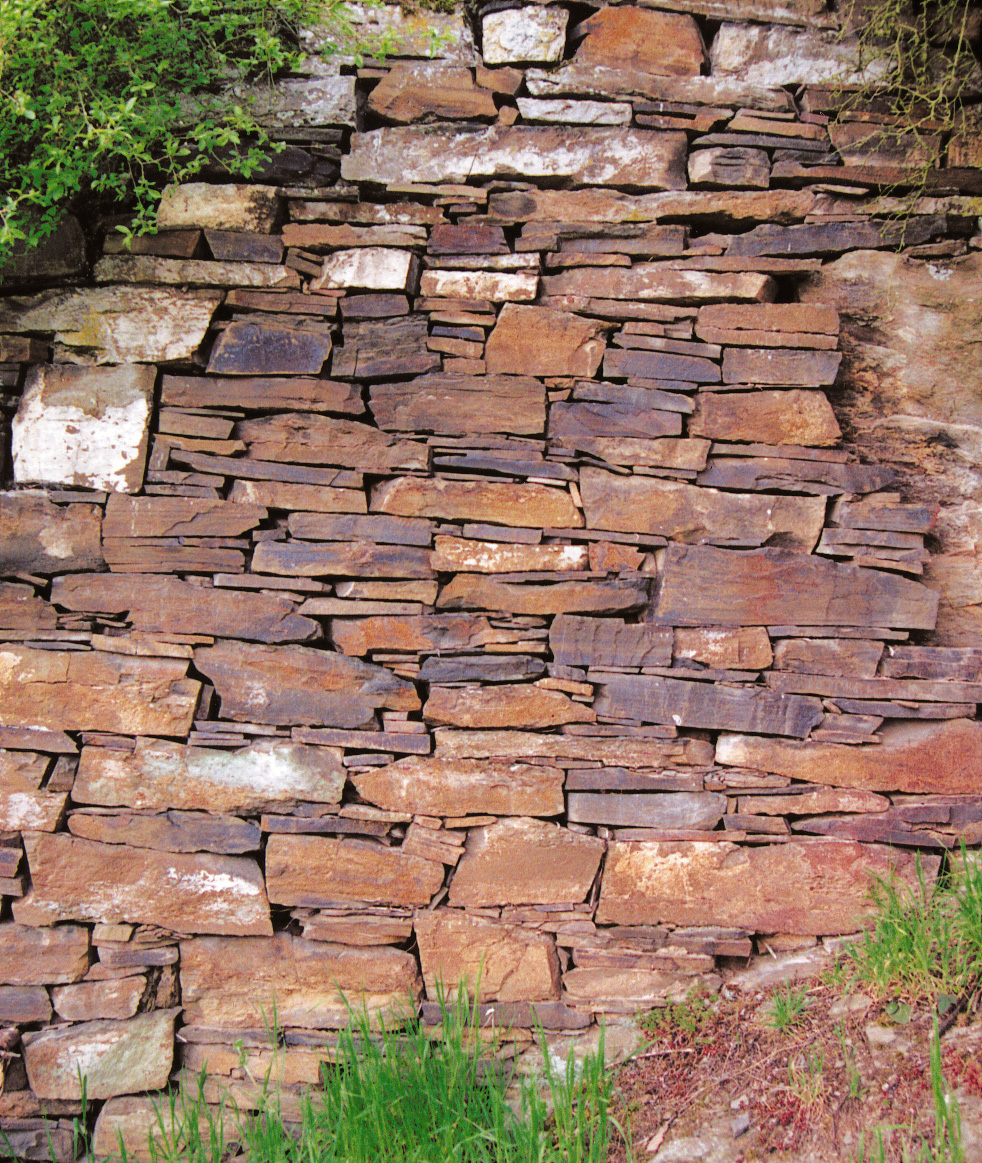
23. Idealbild einer Trockenmauer. Gesetzt mit "vor Ort" gebrochenem Steinmaterial. Hatzenporter Burg Bischofsteiner
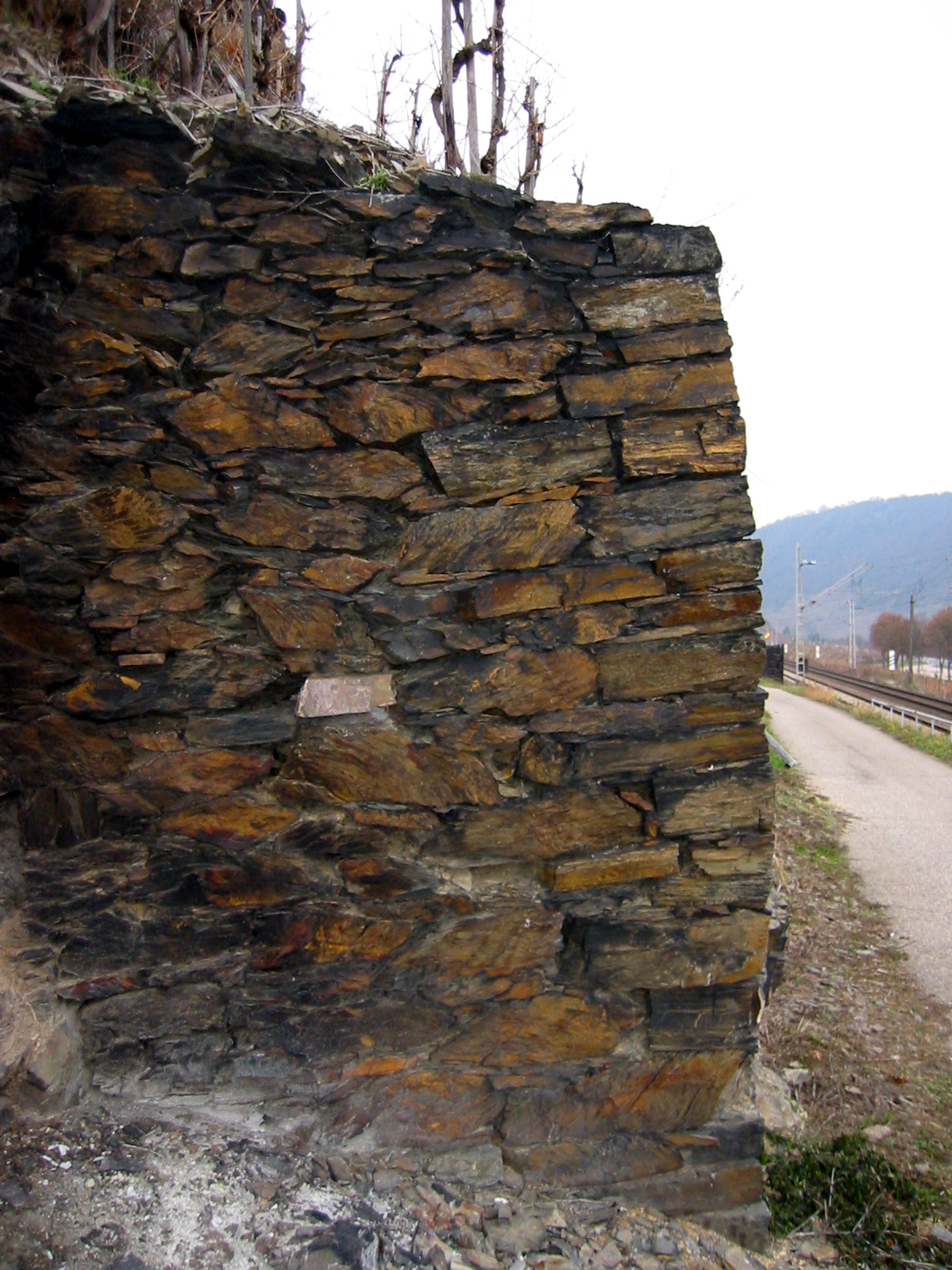
24. Standfeste Flügelmauer. Lehmener Ausoniusstein

### Weinbergslagen (hier beschrieben nur die Verbandsgemeinde Rhein-Mosel)
In allen 13 Orten der VG Untermosel wurde am Beginn des 21. Jahrhunderts – wenn auch in sehr unterschiedlicher Größenordnung - Wein in nach wie vor kleinteilig strukturierten Terrassen angebaut. Von 1999 bis 2009 verringerte sich geringfügig die bewirtschaftete Fläche von 223 ha auf 205 ha. Nahezu konstant blieb die Zahl der Haupterwerbsbetriebe: 42 zu 41, stark rückläufig war die Zahl der Nebenerwerbswinzer: Von 60 auf 43. (Angaben von Verbandsgemeindeverwaltung und Stat. Landesamt Rhld.-Pfalz)
In kleinparzellierten Lagen zeigen sich die Talhänge oft noch in traditioneller Einzelstock-Erziehung bestockten Terrassen. Aber auch in Steillagen von Lehmen, Kobern-Gondorf und Winningen, wo in die Erhaltung und den Wiederaufbau der Weinbergsmauern besonders investiert wurde, werden immer häufiger neue Weinstöcke an querverlaufenden Spalierdrähten erzogen.
Größere, zum Teil flurbereinigte, weniger steile Lagen gibt es im Klosterberg von Lehmen und im Domgarten von Winningen.
Das Deutsche Weingesetz verringerte drastisch die bisherigen Lagenbezeichnungen. Für den Bereich von Burgen bis Koblenz gab es moselabwärts aufgelistet noch folgende Lagenbezeichnungen:
| Rechte Moselseite (Stand 2010) - Burgener Bischofstein, überwiegend brachliegend - Brodenbacher Neuwingert - Alkener Hunnenstein (Abb. 26) - Alkener Burgberg (Abb. 27) - Alkener Bleidenberg - Oberfeller Rosenberg - Oberfeller Brauneberg überwiegend brachliegend - Oberfeller Goldlay - Niederfeller Goldlay - Niederfeller Kahllay - Niederfeller Fächern (Abb. 18) - Dieblicher Heilgraben Im Stadtgebiet Koblenz (rechte Moselseite): - Layer Hubertusborn überwiegend brachliegend - Layer und Moselweißer Hamm (Abb. 11) | Linke Moselseite (Stand 2010) - Hatzenporter Burg Bischofstein überwiegend brachliegend - Hatzenporter Kirchberg (Abb. 5 u. 10) - Hatzenporter Stolzenberg (Abb. 10) - Löfer Goldblume - Löfer Sonnenring - Katteneser Steinchen überwiegend brachliegend - Katteneser Fahrberg überwiegend brachliegend - Moselsürscher Fahrberg überwiegend brachliegend - Lehmener Ausoniusstein (Abb. 29) - Lehmener Würzlay - Lehmener Klosterberg - Lehmener Lay - Gondorfer Kehrberg überwiegend brachliegend - Gondorfer Fuchshöhle überwiegend brachliegend (Abb. 14) - Gondorfer Gäns - Gondorfer Schlossberg | - Koberner Schlossberg - Koberner Weissenberg - Koberner Fahrberg - Koberner Uhlen - Winninger Uhlen (Abb. 2 u. 28) - Winninger Hamm (Abb. 29) - Winninger Domgarten - Winninger Brückstück - Winninger Röttgen (Abb. 25) Im Stadtgebiet Koblenz (linke Moselseite): - Gülser Königsfels - Gülser Bienengarten - Koblenzer Marienberg |

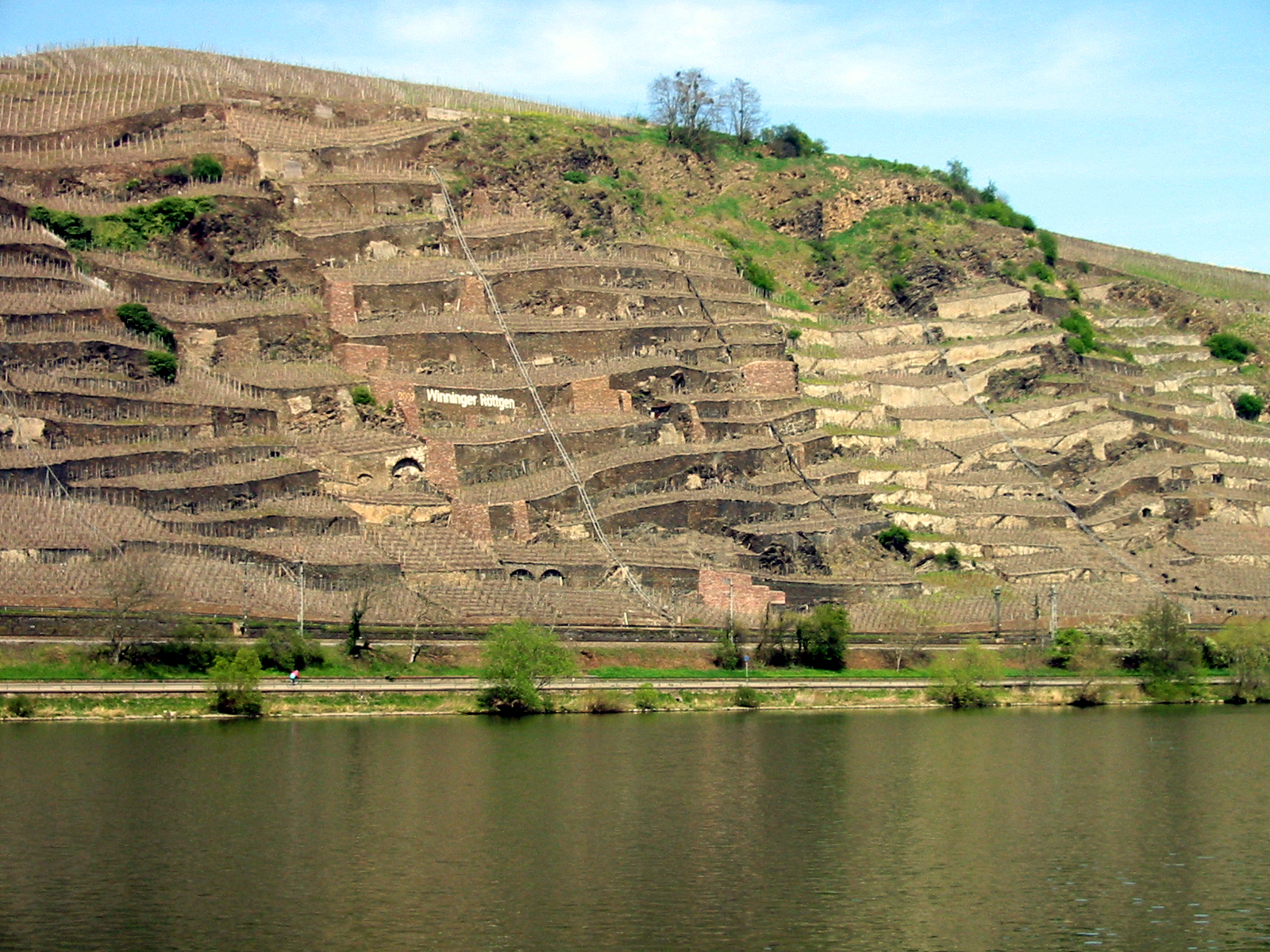
25. Winninger Erste Lage Roettgen. Die hell-rötlich gefärbten Mauerpartien sind die mit Grauwackesteinen erneuerten Terrassenmauerteile.
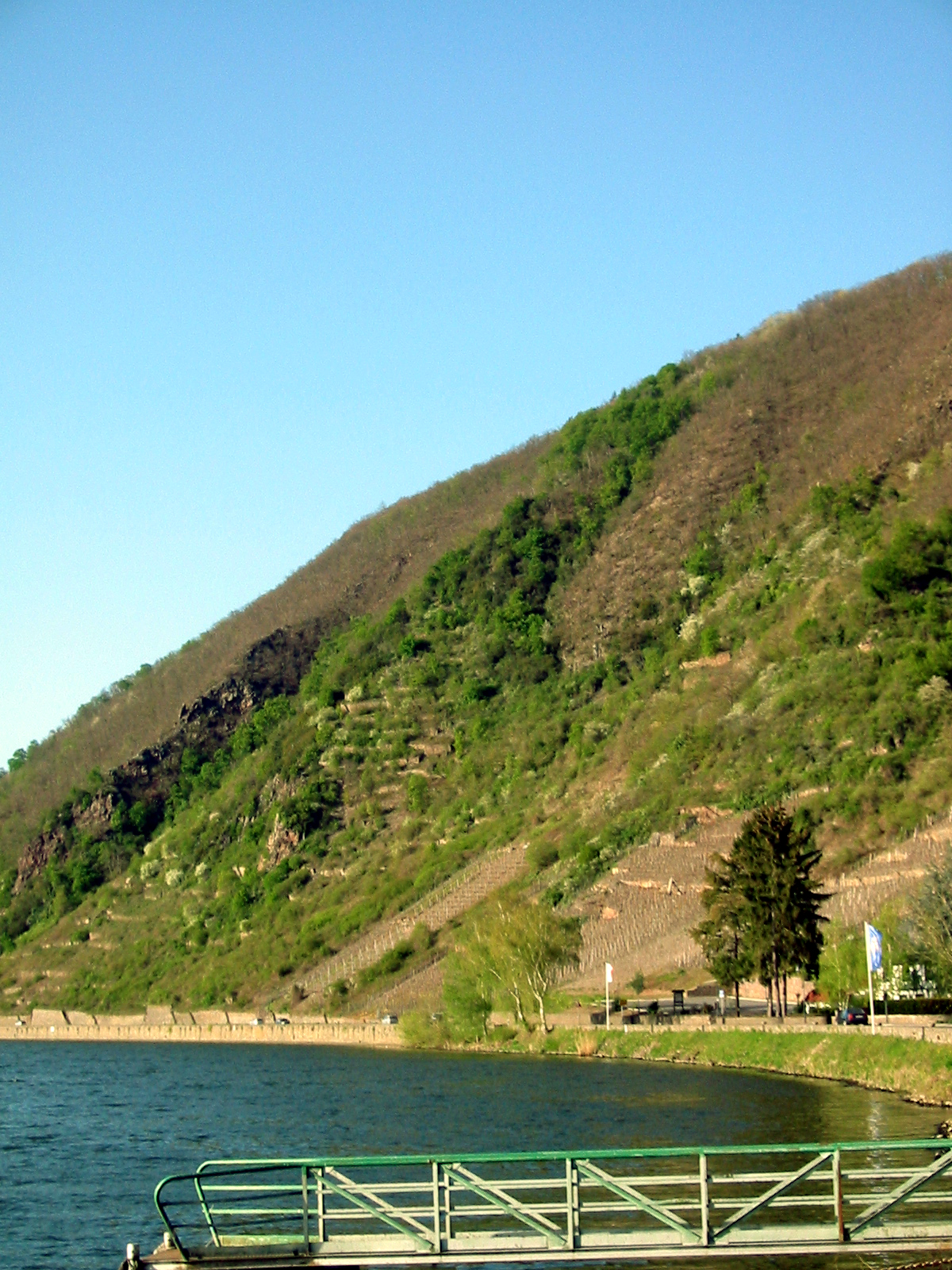
26. Zu steil, zu kleinteilig, zu arbeitsaufwendig, aufgegeben: Frühere Rote Mauer im Alkener Hunnenstein
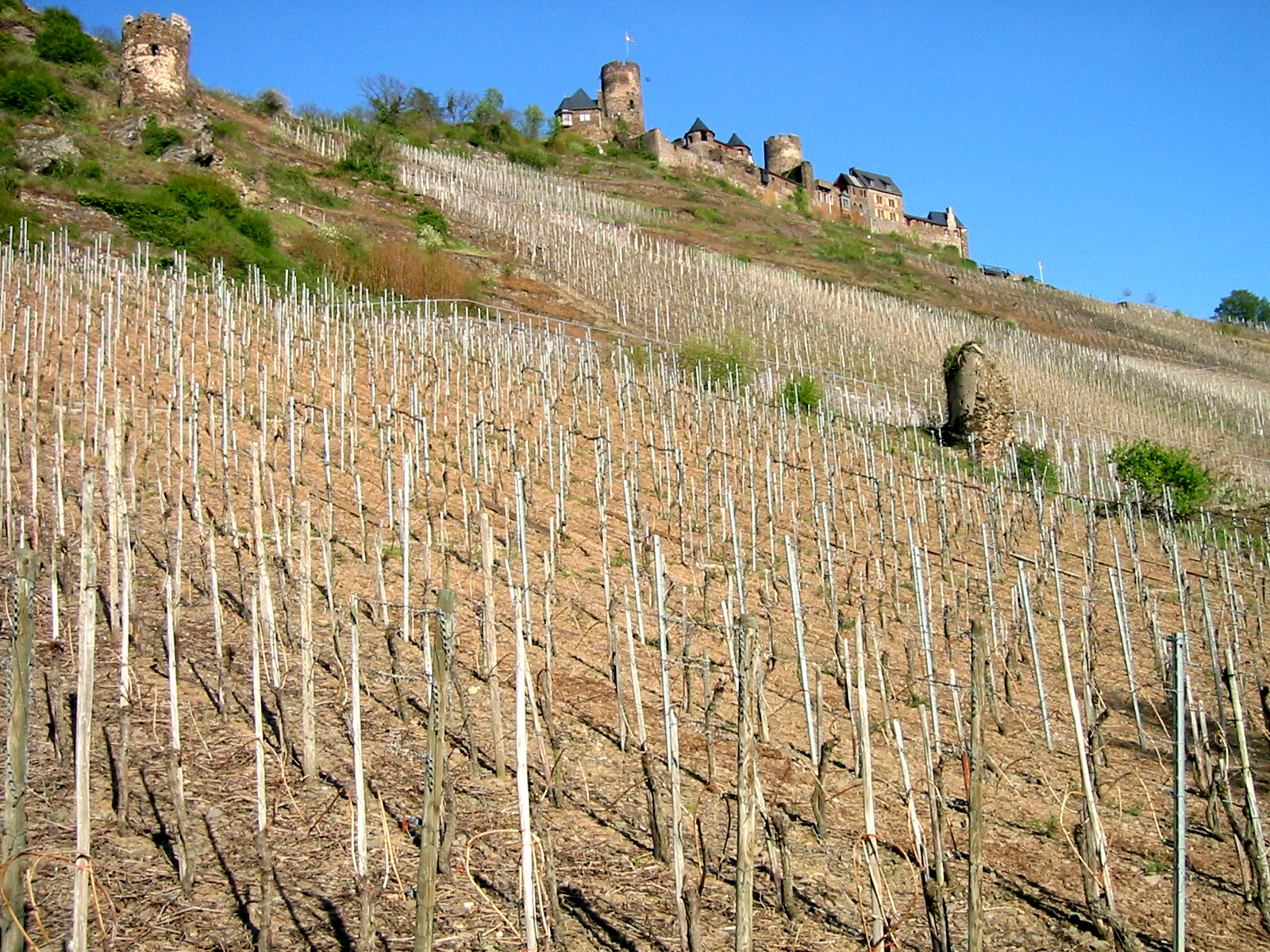
27. Neu bestockt nach Abbau alter Terrassen: Alkener Burgberg unterhalb von Burg Thurandt
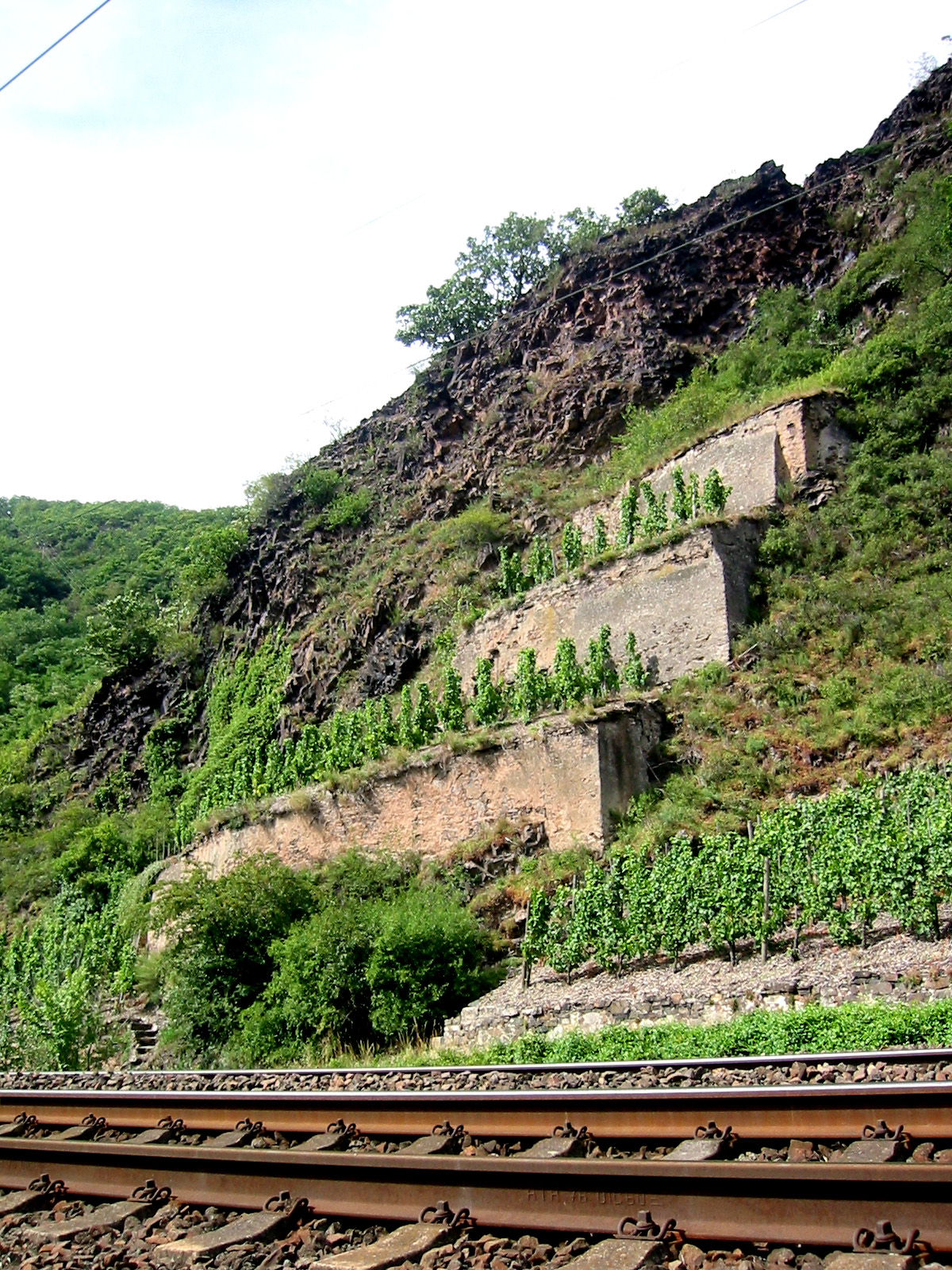
28. Kleinstterrassen in berühmter Lage: Winninger Uhlen
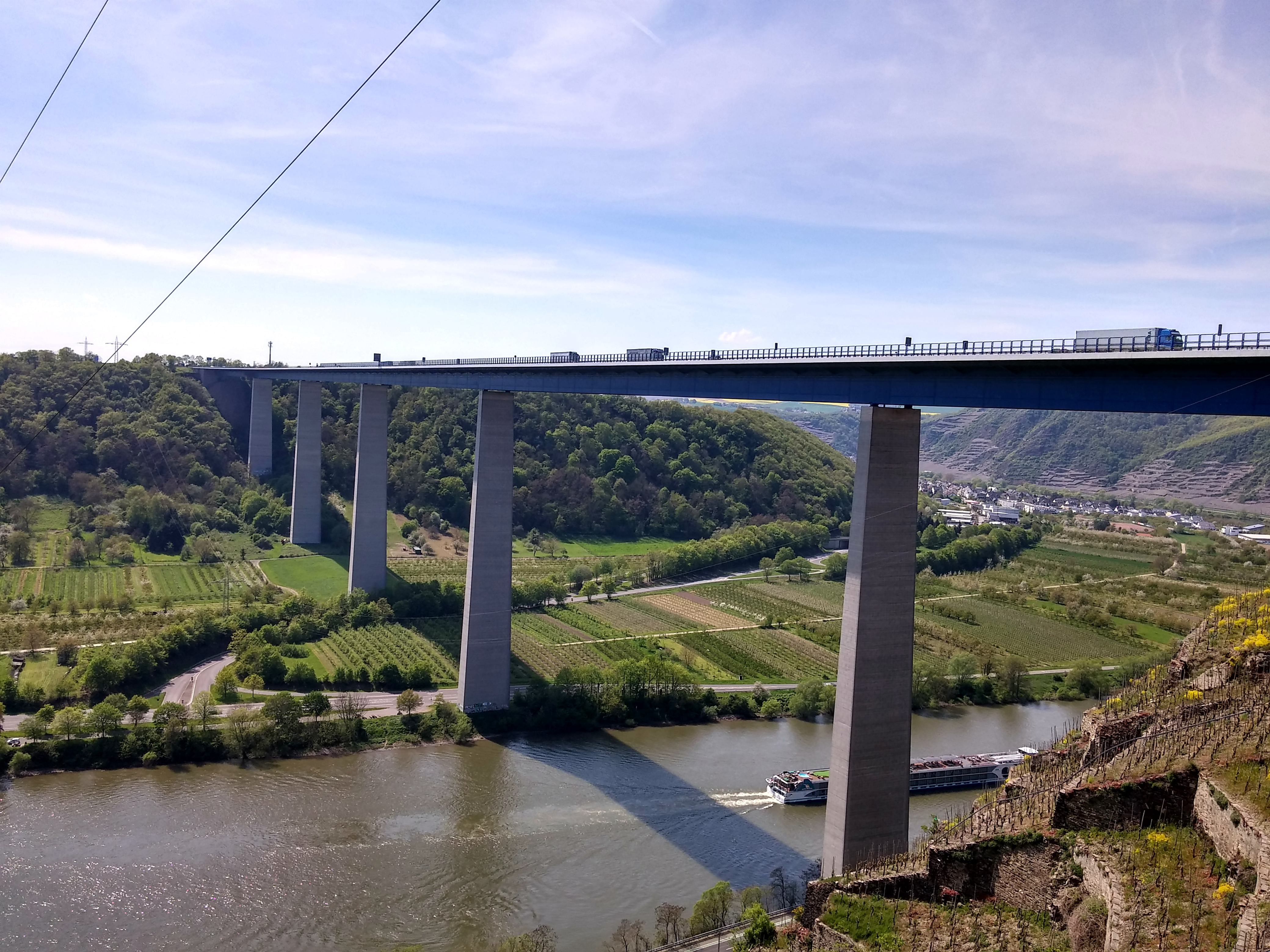
29. Kleinstterrassen an der Moseltalbrücke: Winninger Hamm mit Blick auf die Ortschaft Dieblich
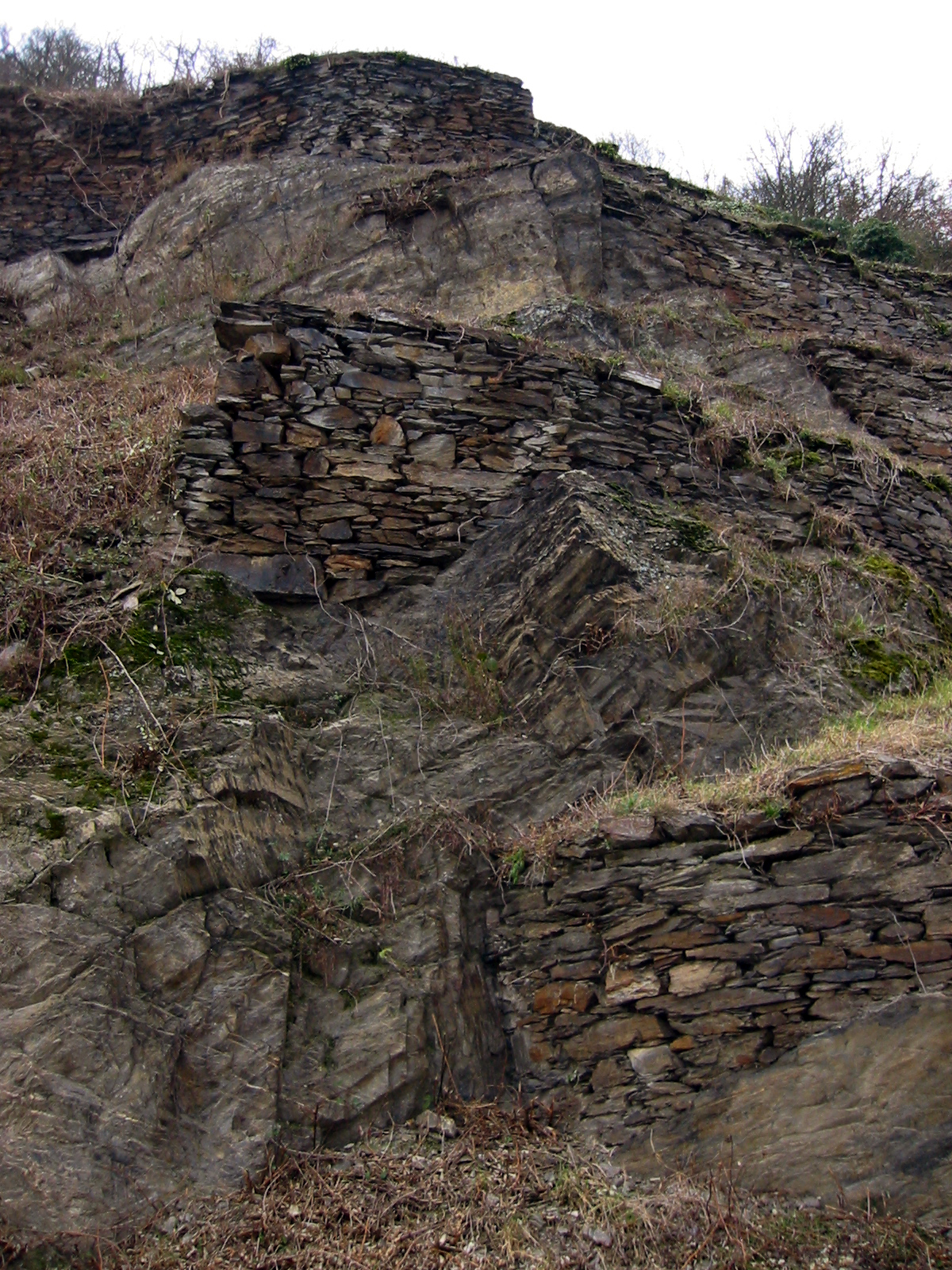
30. Im Lehmener Ausoniusstein, entbuscht und freigestellt: Fast ein hochragendes Denkmal für den Fleiß früherer Winzergenerationen.

### Von der alten Terrassierung und Bestockung zur aktuellen Rekultivierung
Der Hatzenporter Kirchberg ist ein Beispiel für den Wandel des Weinanbaus in Steillagen mit alten Terrassen (Abb. 31–34). Bis in die Mitte des 20. Jahrhunderts war der Hang in Ortslage weitgehend bestockt und von einer Vielzahl von Winzern bewirtschaftet. Ende des Jahrhunderts hatte sich die Zahl der Hatzenporter Winzer und der von ihnen bewirtschafteten Parzellen stark verringert. Eine Zusammenlegung von Parzellen, neue Verkehrswege durch den Hang und die Aufgabe von kleinen Terrassen in höheren Lagen machten eine Bestockung nach wirtschaftlicheren Anbaumethoden möglich.

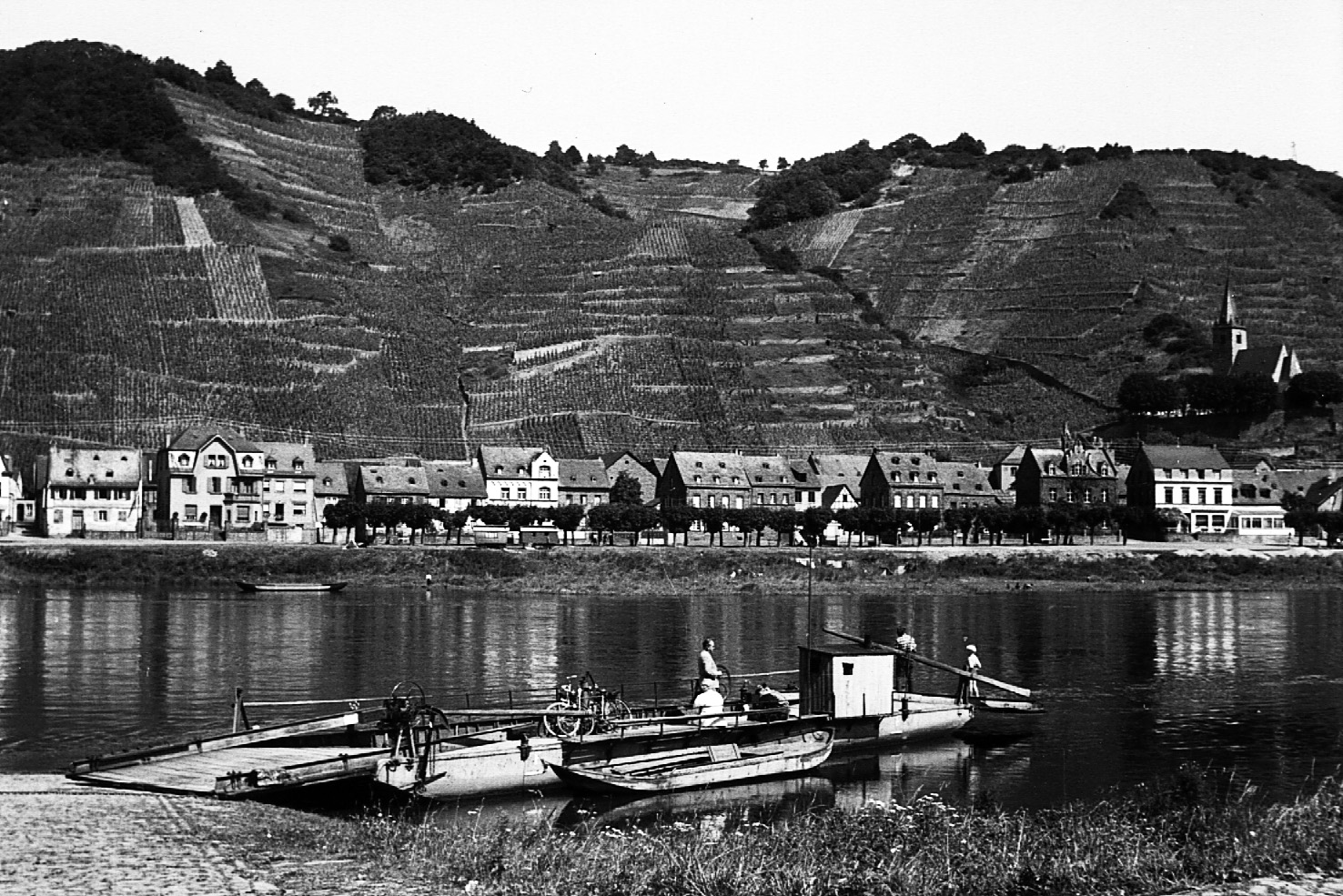
31. In den 1950er-Jahren: Bestockte Terrassen im ganzen Steilhang. Hatzenporter Kirchberg
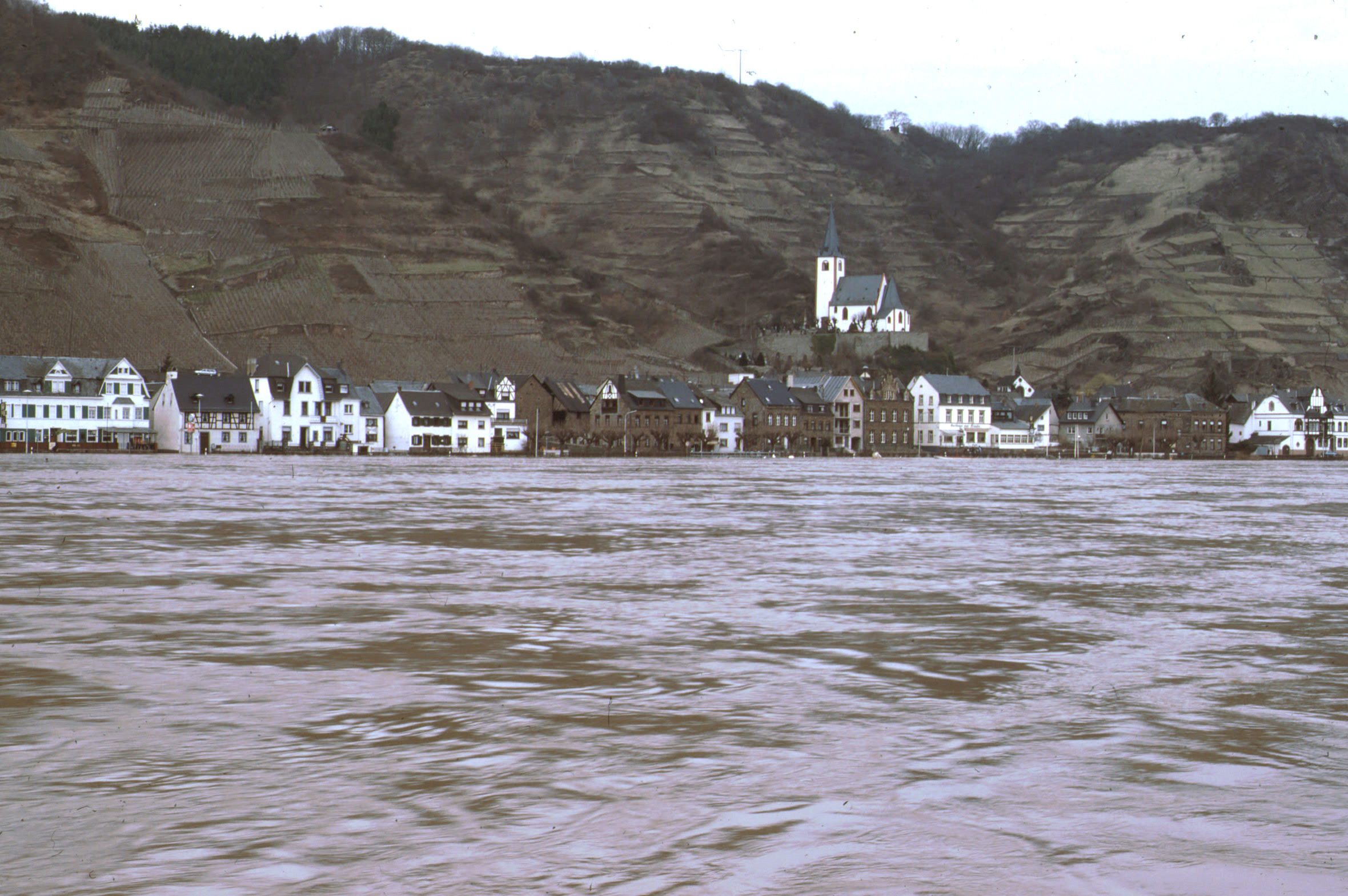
32. Um 1990: Der Kirchberg mit vielen brachliegenden Terrassen
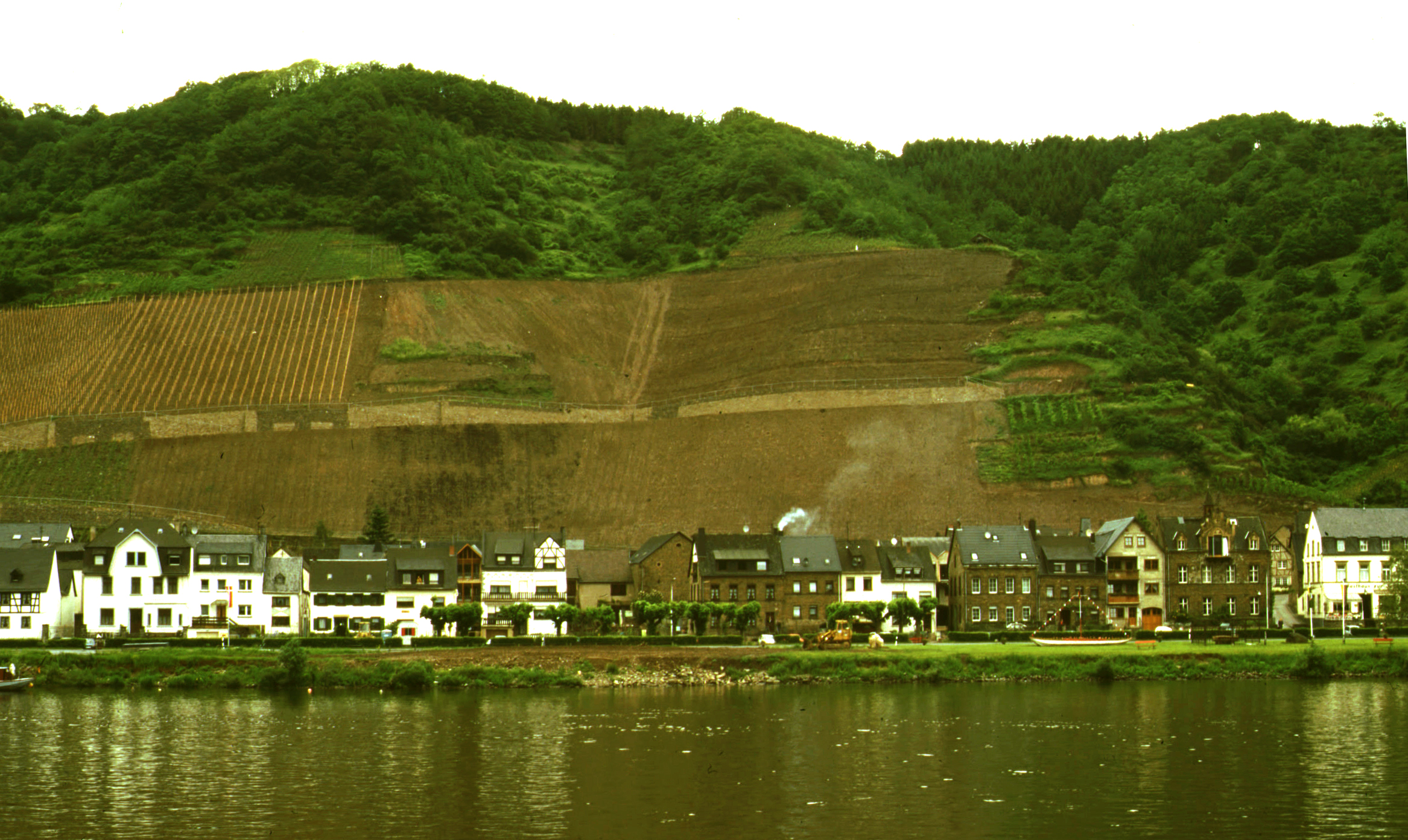
33. Um 1995: Ein neuer und zwei verbreiterte Wege erleichtern den Verkehr und Einsatz von technischem Gerät
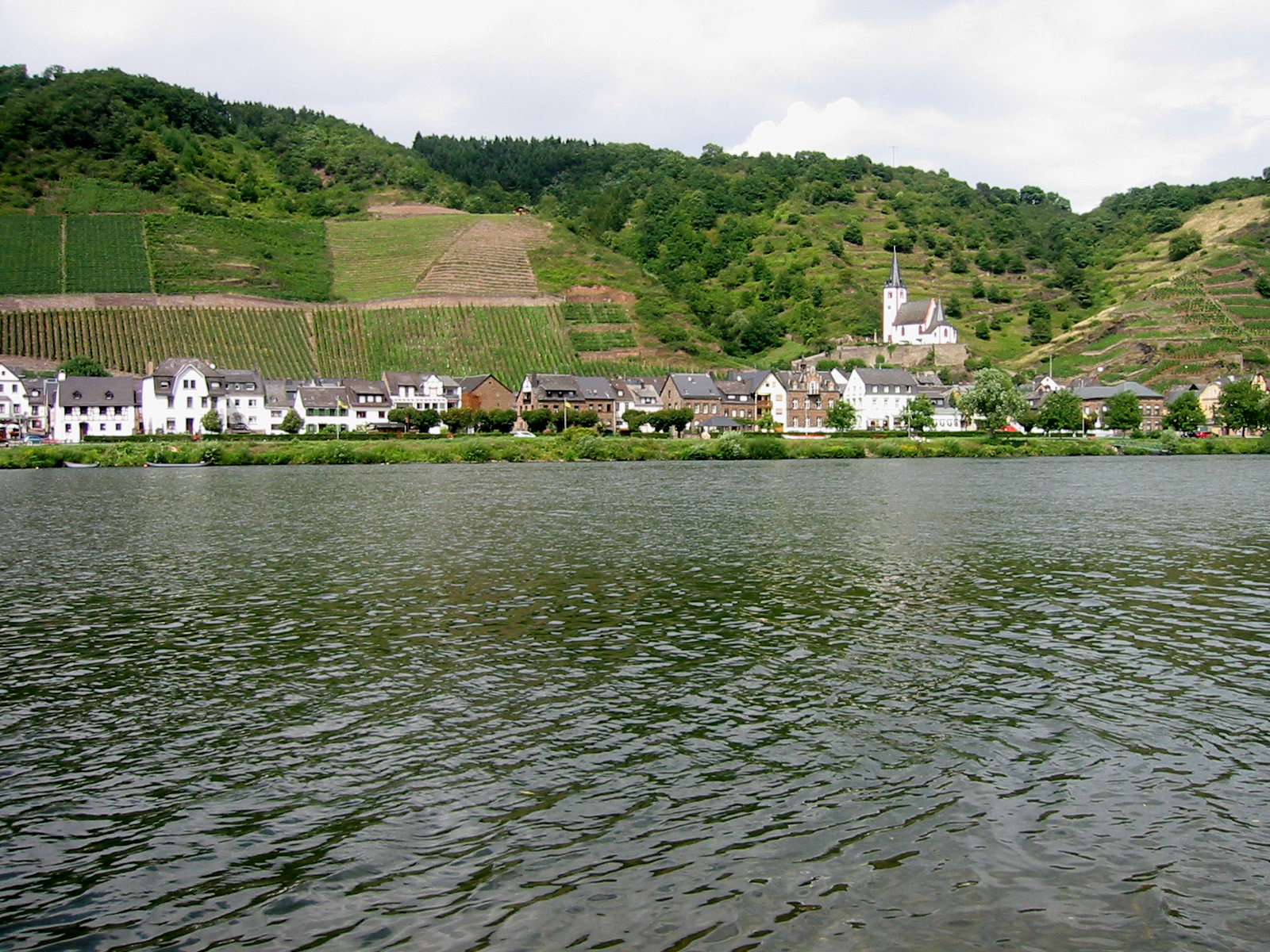
34. Seit 2003 ist der Kirchberg als „Erste Lage“ klassifiziert